# ハライチのターン!
『ハライチのターン!』は、TBSラジオ制作・JRN系列で放送されているラジオ番組。お笑いコンビのハライチ（岩井勇気・澤部佑）がパーソナリティを務める。

## 概要

### 経緯
2014年4月6日から放送されていたラジオ番組『デブッタンテ』が2016年9月24日に終了し、同番組のパーソナリティであったうしろシティとハライチが、それぞれ単独で冠番組『うしろシティ 星のギガボディ』と『ハライチのターン!』を新たに担当する運びとなった。
公式サイトでは、「TBSラジオ『デブッタンテ』でうしろシティとラジオを学んだハライチがラジオ独り立ち！」と紹介されている。
『デブッタンテ』では、うしろシティとハライチが順番にトークをする構成であった。そのハライチパート開始時における澤部の「ハライチのターン!」というフレーズが、番組名の由来である。

### 放送形態
通常、事前に収録された音源が放送されるが、不定期に生放送が実施されることもある。
収録日時は、通常、放送日の2日前（火曜日）の21時30分からである。
本編収録後に続けてアフタートークが収録され、ラジオクラウド、第319回(2022年11月4日)からはApple Podcast、Spotify、Amazon Musicで配信される。

## 番組の構成
1. 今週のネコちゃんニュース
  - 番組開始とともに、岩井「こんばんは、ハライチの岩井勇気です」澤部「こんばんは、ハライチの澤部佑です、ハライチのターン!ということで、今週もお願いしま〜す」岩井「さあそれではさっそく参りましょう、今週のネコちゃんニュース!」と導入する。
  - 終わりに、澤部「それでは参りましょう、ハライチ○回目の」2人「ターン!」と改めてタイトルコール[1]し、テーマ曲(((さらうんど)))『夜のライン』が流れる[2]。
2. オープニングトーク
  - テーマ曲のイントロの終わりに、岩井「改めましてこんばんは、ハライチの岩井勇気です」澤部「澤部佑です」と順に挨拶して導入する。
  - 終わりに、岩井が選曲した曲を流す。
3. コーナー
4. フリートーク（澤部パート）
5. フリートーク（岩井パート）
6. エンディングトーク
  - 再びテーマ曲が流れる。
  - コーナーが行われる場合もある。
  - 澤部「ということで今日はこの辺で、ハライチ澤部佑と」岩井「岩井勇気でした」澤部「また来週〜」岩井「また〜」と番組を締めくくる。

## コーナー
2人のトークが元になって誕生するコーナーと、期間限定のスポンサーによる提供コーナーに大別される。
前者はリスナーからの自発的なメールによって誕生することも多い。開始後4週目まで続くと正式なタイトルと音楽が付けられ、10週続くと「本編でコーナー化される」（岩井）が、大半のコーナーが10週続くことなく終了している。

### 継続中のコーナー
- 今週のネコちゃんニュース：第8回（2016年11月18日） -

岩井が番組冒頭に猫に関するニュースやトピックスを紹介するコーナー。
派生コーナーとして「逆ネコちゃんニュース」「もうすぐネコちゃんニュース」「ネコちゃんクイズ」「今週のチリちゃんニュース」などが存在する。
第38回（2017年6月16日）で一旦終了が宣言されたが、その次の週で何事もなかったかのように再開した（岩井曰く「あれは嘘」）。
ドミノのニュースが入った場合はそちらを優先する。
第272回（2021年12月10日）では爆笑問題の田中裕二がスタジオに乱入し、ネコちゃんニュースの予想をした。

### 保存中のコーナー
- 光のゲートのコーナー：第144回（2019年6月28日） -

岩井が夜に突然現れるドア型の光のゲートを目撃した話から、リスナーの目撃談、注意すべき点など、光のゲートについて言いたいことを送るコーナー。他コーナーの充実により開始後1週で終了したが、コーナーが全てなくなった時などに”発動”（復活）する。
- 第153回(2019年8月30日)放送分にて、コーナーがなくなってしまっていたため、第154回(2019年9月6日)放送分にてコーナー実施したが、次週には実施されず、再び保存。
- 第161回(2019年10月25日)放送分にて、全てコーナーがなくなってしまっていたため、次週コーナー実施が示唆されたが、「集まれ！末裔リスナー」のコーナーが誕生したため、実施されなかった。
- 第222回(2020年12月25日)放送分にて、全てコーナーがなくなってしまっていたため、第224回(2021年1月8日)放送分にて1年半ぶりにコーナー実施。
- 第281回(2022年2月11日)放送分にて、スポンサーコーナー以外のコーナーがなくなってしまったため、第282回(2022年2月18日)放送分にて1年1ヶ月ぶりにコーナー実施。

## オンエア曲
- オープニングトーク後にかけられる曲。主に選曲は岩井が担当。ロック、アニメソングが中心であり、岩井の趣向が反映された選曲となっている。10回に1回には必ず岩井が敬愛しているスピッツの曲が選曲されるほか、坂下千里子の誕生週には坂下の楽曲「浜辺のCHILI-CHILIダンス」が毎年放送される。

| 第1回  | 9月30日  | 「グリーン」／スピッツ                      |                                                         |
| 第2回  | 10月7日  | 「Maybe」／Brian the Sun                    | UHFアニメ『甘々と稲妻』エンディングテーマ               |
| 第3回  | 10月14日 | 「愛の関係」／GREAT3                        |                                                         |
| 第4回  | 10月21日 | 「あおぞら」／椎名林檎                      |                                                         |
| 第5回  | 10月28日 | 「CATCH」／group_inou                       | group_inouは同年9月、年内で活動休止することを発表した。 |
| 第6回  | 11月4日  | 「キラメキ」／wacci                         | テレビアニメ『四月は君の嘘』エンディングテーマ          |
| 第7回  | 11月11日 | 「ハナレバナレ」／キセル                    |                                                         |
| 第8回  | 11月18日 | 「環状線は僕らをのせて」／the chef cooks me |                                                         |
| 第9回  | 11月25日 | 「Hacking to the Gate」／いとうかなこ       | テレビアニメ『STEINS;GATE』オープニングテーマ           |
| 第10回 | 12月2日  | 「なぜか今日は」／The Birthday              |                                                         |
| 第11回 | 12月9日  | 「猫になりたい」／スピッツ                  |                                                         |
| 第12回 | 12月16日 | 「僕にできること」／HOW MERRY MARRY         | テレビアニメ『夏目友人帳 参』オープニングテーマ         |
| 第13回 | 12月23日 | 「ジョッキ」／打首獄門同好会                |                                                         |
| 第14回 | 12月30日 | 「この世はもっと素敵なはず」／坂本慎太郎    |                                                         |

| 2017年 | 2017年   | 2017年                                                  | 2017年 | 2017年 | 2017年 |
| 回数   | 放送日   | 曲名／アーティスト名                                    | 備考 |        |        |
| ------ | -------- | ------------------------------------------------------- | --- | ------ | ------ |
| 第15回 | 1月6日   | 「I & I」／Leola                                        | フジテレビ系ノイタミナアニメ『舟を編む』エンディングテーマ                                                                             |        |        |
| 第16回 | 1月13日  | 「カメライフ」／電気グルーヴ                            | |        |        |
| 第17回 | 1月20日  | 「I Love You」／サンボマスター                          | |        |        |
| 第18回 | 1月27日  | 「かわいいひと」／ウルフルズ                            | |        |        |
| 第19回 | 2月3日   | 「MONSTER」／凛として時雨                               | |        |        |
| 第20回 | 2月10日  | 「片想い」／CHARA                                       | 日本テレビ系アニメ『君に届け』エンディングテーマ                                                                                       |        |        |
| 第21回 | 2月17日  | 「初恋クレイジー」／スピッツ                            | |        |        |
| 第22回 | 2月24日  | 「ベルエポックマン」／ドレスコーズ                      | |        |        |
| 第23回 | 3月3日   | 「青空のラプソディ」／fhána                             | テレビアニメ『小林さんちのメイドラゴン』オープニングテーマ                                                                             |        |        |
| 第24回 | 3月10日  | 「Boys & Girls」／POLYSICS                              | |        |        |
| 第25回 | 3月17日  | 「平行線」／さユり                                      | フジテレビ系ノイタミナアニメ、及び実写版ドラマ『クズの本懐』エンディングテーマ                                                         |        |        |
| 第26回 | 3月24日  | 「フェアリーテイル」／三月のパンタシア                  | テレビアニメ『亜人ちゃんは語りたい』エンディングテーマ                                                                                 |        |        |
| 第27回 | 3月31日  | 「通り雨」／ハイスイノナサ                              | |        |        |
| 第28回 | 4月7日   | 「Candy People」／N'夙川BOYS                            | |        |        |
| 第29回 | 4月14日  | 「Brand New Wave Upper Ground」／JUDY AND MARY          | |        |        |
| 第30回 | 4月21日  | 「虹」／フジファブリック                                | |        |        |
| 第31回 | 4月28日  | 「ブチ」／スピッツ                                      | |        |        |
| 第32回 | 5月5日   | 「さよならbyebye」／馬渡松子                            | フジテレビ系アニメ『幽☆遊☆白書』エンディングテーマ                                                                                     |        |        |
| 第33回 | 5月12日  | 「Daisy」／STEREO DIVE FOUNDATION                       | テレビアニメ『境界の彼方』エンディングテーマ                                                                                           |        |        |
| 第34回 | 5月19日  | 「オリオンをなぞる」／UNISON SQUARE GARDEN              | テレビアニメ『TIGER & BUNNY』オープニングテーマ                                                                                        |        |        |
| 第35回 | 5月26日  | 「東京は夜の七時」／ピチカート・ファイヴ                | フジテレビ系『ウゴウゴルーガ2号』オープニングテーマ                                                                                    |        |        |
| 第36回 | 6月2日   | 「☆君☆と☆メ☆タ☆モ☆る☆」／挫・人間                       | |        |        |
| 第37回 | 6月9日   | 「新世紀のラブソング」／ASIAN KUNG-FU GENERATION        | |        |        |
| 第38回 | 6月16日  | 「ブレーメン BREMEN」／くるり                           | |        |        |
| 第39回 | 6月23日  | 「The Other Side of Love」／坂本龍一 featuring Sister M | NTV系ドラマ『ストーカー 逃げきれぬ愛』主題歌                                                                                           |        |        |
| 第40回 | 6月30日  | 「Don't」／NakamuraEmi                                  | テレビアニメ『笑ゥせぇるすまんNEW』オープニングテーマ                                                                                  |        |        |
| 第41回 | 7月7日   | 「1987→」／スピッツ                                     | |        |        |
| 第42回 | 7月14日  | 「ボーンズ」／ゆらゆら帝国                              | |        |        |
| 第43回 | 7月21日  | 「月がきれい」／東山奈央                                | テレビアニメ『月がきれい』エンディングテーマ                                                                                           |        |        |
| 第44回 | 7月28日  | 「二月の兵隊」／the cabs                                | |        |        |
| 第45回 | 8月4日   | 「crossing field」／LiSA                                | テレビアニメ『ソードアート・オンライン アインクラッド編』オープニングテーマ                                                            |        |        |
| 第46回 | 8月11日  | 「グロウアップ」／Hysteric Blue                         | フジテレビ系アニメ『学校の怪談』オープニングテーマ。また岩井曰く、ハライチのマネージャーである大原がカラオケで必ず歌う曲であるという。 |        |        |
| 第47回 | 8月18日  | 「SPARKLE」／山下達郎                                   | |        |        |
| 第48回 | 8月25日  | 「STARRY NIGHT」／星咲遥斗(CV.森久保祥太郎)             | 岩井がコミックマーケット92にて頒布したCD『空想アニメ「私立天淵高校準星会」』の収録曲。岩井自身が作詞・作曲を担当している。             |        |        |
| 第49回 | 9月1日   | 「10% roll, 10% romance」／UNISON SQUARE GARDEN         | テレビアニメ『ボールルームへようこそ』オープニングテーマ                                                                               |        |        |
| 第50回 | 9月8日   | 「a 7days wonder」／凛として時雨                        | |        |        |
| 第51回 | 9月15日  | 「歌ウサギ」／スピッツ                                  | ワーナー・ブラザース配給映画『先生!、、、好きになってもいいですか?』主題歌                                                             |        |        |
| 第52回 | 9月22日  | 「猫になりたい」／つじあやの                            | |        |        |
| 第53回 | 9月29日  | 「されど奇術師は賽を振る」／嘘とカメレオン              | |        |        |
| 第54回 | 10月6日  | 「My Girl」／SUPERCAR                                   | |        |        |
| 第55回 | 10月13日 | 「シウマイ娘」／クレイジーケンバンド                    | |        |        |
| 第56回 | 10月20日 | 「僕らはここにいる」／ベイビーレイズJAPAN               | |        |        |
| 第57回 | 10月27日 | 「真夜中の貨物列車」／スガシカオ                        | |        |        |
| 第58回 | 11月3日  | 「LOVE YOU ONLY」／TOKIO                                | フジテレビ系列アニメ『ツヨシしっかりしなさい』オープニングテーマ                                                                       |        |        |
| 第59回 | 11月10日 | 「サタデー・ナイト・クエスチョン」／中島愛              | テレビアニメ『ネト充のススメ』オープニングテーマ                                                                                       |        |        |
| 第60回 | 11月17日 | 「ビューティフルドリーマー」／フラワーカンパニーズ      | テレビ東京系ドラマ24『まほろ駅前番外地』オープニングテーマ                                                                             |        |        |
| 第61回 | 11月24日 | 「えにし」／スピッツ                                    | ヤマザキ『ランチパック』CMソング |        |        |
| 第62回 | 12月1日  | 「Rage on」／OLDCODEX                                   | テレビアニメ『Free!』オープニングテーマ                                                                                                |        |        |
| 第63回 | 12月8日  | 「スベテヨシゼンカナヤバジュモン」／キュウソネコカミ    | |        |        |
| 第64回 | 12月15日 | 「愛を教えてくれた君へ」／Qaijff                        | テレビアニメ『いぬやしき』エンディングテーマ                                                                                           |        |        |
| 第65回 | 12月22日 | 「みのり」／HOW MERRY MARRY                             | |        |        |
| 第66回 | 12月29日 | 「何と言う」／奥田民生                                  | |        |        |

| 第67回  | 1月5日   | 「言葉はさんかく こころは四角」／くるり 「Rock'n'Roll お年玉」／大滝詠一 | 「言葉はさんかく こころは四角」：映画『天然コケッコー』主題歌                            |
| 第68回  | 1月12日  | 「変わらないもの」／奥華子                                               | 角川映画配給映画『時をかける少女』挿入歌                                                 |
| 第69回  | 1月19日  | 「7 Senses」／Wake Up, Girls!                                            | テレビアニメ『Wake Up, Girls! 新章』オープニングテーマ                                   |
| 第70回  | 1月26日  | 「HEART」／group inou                                                    |                                                                                          |
| 第71回  | 2月2日   | 「トンガリ'95」／スピッツ                                                |                                                                                          |
| 第72回  | 2月9日   | 「ノスタルジックレインフォール」／CHiCO with HoneyWorks                  | テレビアニメ『恋は雨上がりのように』オープニングテーマ                                   |
| 第73回  | 2月16日  | 「Flashback」／MIYAVI vs KenKen                                          | テレビアニメ『刻刻』主題歌                                                               |
| 第74回  | 2月23日  | 「COSMOS vs ALIEN」／やくしまるえつこ                                    | テレビアニメ『荒川アンダー ザ ブリッジ×2』オープニングテーマ                             |
| 第75回  | 3月2日   | 「ありがとう…」／KOKIA 「ハッピーエンド建設中」／にゃんぞぬデシ          | 「ありがとう…」：フジテレビ系『カワズ君の検索生活』内コーナー「泣ける2ちゃんねる」使用曲 |
| 第76回  | 3月9日   | 「朝焼けと熱帯魚」／ぼくのりりっくのぼうよみ                             | テレビアニメ『刻刻』エンディングテーマ                                                   |
| 第77回  | 3月16日  | 「黒い宇宙」／BLANKEY JET CITY                                           |                                                                                          |
| 第78回  | 3月23日  | 「ファイティングマン」／エレファントカシマシ                             |                                                                                          |
| 第79回  | 3月30日  | 「互いの宇宙」／JYOCHO                                                   | テレビアニメ『伊藤潤二『コレクション』』エンディングテーマ                               |
| 第80回  | 4月6日   | 「CQCQ」／神様、僕は気づいてしまった                                     | TBS系連続ドラマ『あなたのことはそれほど』主題歌                                          |
| 第81回  | 4月13日  | 「不思議」／スピッツ                                                     | 短編アニメーション映画『陽なたのアオシグレ』主題歌                                       |
| 第82回  | 4月20日  | 「グリーン」／スピッツ                                                   | SPWの企画上、「初回放送」の体を取っているために第1回目の曲が選曲された。                 |
| 第83回  | 4月27日  | 「静謐甘美秋暮抒情」／UNISON SQUARE GARDEN                               |                                                                                          |
| 第84回  | 5月4日   | 「Yeah Yeah Yeah」／the telephones                                       |                                                                                          |
| 第85回  | 5月11日  | 「ナイトライダー ＜QULURI ver.＞」／くるり                               |                                                                                          |
| 第86回  | 5月18日  | 「HALF」／女王蜂                                                         | テレビアニメ『東京喰種トーキョーグール:re』エンディングテーマ                            |
| 第87回  | 5月25日  | 「トナリアウ」／THE ORAL CIGARETTES                                      | テレビアニメ『サクラダリセット』エンディングテーマ                                       |
| 第88回  | 6月1日   | 「流星ダンスフロア」／ORESAMA                                            | テレビアニメ『魔法陣グルグル』2クール目オープニングテーマ                                |
| 第89回  | 6月8日   | 「遠郷タワー」／MOROHA                                                   | 映画『アイスと雨音』主題歌                                                               |
| 第90回  | 6月15日  | 「ファティマ」／いとうかなこ                                             | テレビアニメ『シュタインズ・ゲート ゼロ』オープニングテーマ                              |
| 第91回  | 6月22日  | 「謝々!」／スピッツ                                                      |                                                                                          |
| 第92回  | 6月29日  | 「Lightpool」／sora tob sakana                                           |                                                                                          |
| 第93回  | 7月6日   | 「SUPER!!」／フジファブリック                                            |                                                                                          |
| 第94回  | 7月13日  | 「君は僕のなにを好きになったんだろう」／斉藤和義                         |                                                                                          |
| 第95回  | 7月20日  | 「夏の黄金比」／相対性理論                                               |                                                                                          |
| 第96回  | 7月27日  | 「HALKROAD」／SUPERCAR                                                   |                                                                                          |
| 第97回  | 8月3日   | 「君に、胸キュン。」／イエロー・マジック・オーケストラ                   |                                                                                          |
| 第98回  | 8月10日  | 「Emotion」／GREAT3                                                      |                                                                                          |
| 第99回  | 8月17日  | 「DNA」／川本真琴                                                        |                                                                                          |
| 第100回 | 8月24日  | 「隼」／Brian the Sun                                                    |                                                                                          |
| 第101回 | 8月31日  | 「夏が終わる」／スピッツ                                                 |                                                                                          |
| 第102回 | 9月7日   | 「Never say die」／YUI                                                   | 東宝配給映画『カイジ 人生逆転ゲーム』劇中歌                                              |
| 第103回 | 9月14日  | 「最新世界心心相印」／the chef cooks me                                  |                                                                                          |
| 第104回 | 9月21日  | 「found & lost」／Survive Said The Prophet                               | テレビアニメ『BANANA FISH』オープニングテーマ                                            |
| 第105回 | 9月28日  | 「男はアイツだけじゃない」／ベッド・イン                                 |                                                                                          |
| 第106回 | 10月5日  | 「ワンルームシュガーライフ」／ナナヲアカリ                               | テレビアニメ『ハッピーシュガーライフ』オープニングテーマ                                 |
| 第107回 | 10月12日 | 「放課後ディストラクション」／やくしまるえつこ                           | テレビアニメ『ハイスコアガール』エンディングテーマ                                       |
| 第108回 | 10月19日 | 「スクランブル」／堀江由衣 with UNSCANDAL                                | テレビアニメ『スクールランブル』オープニングテーマ                                       |
| 第109回 | 10月26日 | 「Sexy Sexy,」／CASCADE                                                  | フジテレビ系アニメ『学校の怪談』エンディングテーマ                                       |
| 第110回 | 11月2日  | 「恋するふたり」／大滝詠一                                               | フジテレビ系ドラマ『東京ラブ・シネマ』主題歌                                             |
| 第111回 | 11月9日  | 「夕陽が笑う、君も笑う」／スピッツ                                       |                                                                                          |
| 第112回 | 11月16日 | 「君のせい」／the peggies                                                | テレビアニメ『青春ブタ野郎はバニーガール先輩の夢を見ない』オープニングテーマ             |
| 第113回 | 11月23日 | 「夜の名前」／キセル                                                     |                                                                                          |
| 第114回 | 11月30日 | 「パレット」／ サイダーガール                                            | MBS『ドラマイズム』及び、映画『兄友』主題歌                                              |
| 第115回 | 12月7日  | 「待ち人」／ゆらゆら帝国                                                 |                                                                                          |
| 第116回 | 12月14日 | 「LOVER SOUL」／JUDY AND MARY                                            |                                                                                          |
| 第117回 | 12月21日 | 「東京クリスマス」／電気グルーヴ                                         |                                                                                          |
| 第118回 | 12月28日 | 「乙女のポリシー」／石田よう子                                           | テレビアニメ『美少女戦士セーラームーンR』、『美少女戦士セーラームーンS』EDテーマ         |

| 第119回 | 1月4日   | 「ラブソング」／サンボマスター                                             | 声優の石見舞菜香がカバーしたものが、テレビアニメ『多田くんは恋をしない』エンディングテーマとして使用されている。 |
| 第120回 | 1月11日  | 「24hour」／N'夙川BOYS                                                     | |
| 第121回 | 1月18日  | 「夢じゃない」／スピッツ                                                   | テレビ朝日系ドラマ『ふたり』主題歌                                                                               |
| 第122回 | 1月25日  | 「田舎の生活」／LOST IN TIME                                               | |
| 第123回 | 2月1日   | 「地図に無い街」／ハイスイノナサ                                           | |
| 第124回 | 2月8日   | 「リグレット」／.(dot)any                                                  | |
| 第125回 | 2月15日  | 「0時ちょうど (Prod. Okadada)」／Kick a Show                               | |
| 第126回 | 2月22日  | 「パラレルワ」／vivid undress                                              | |
| 第127回 | 3月1日   | 「ぼくのことすき」／クウチュウ戦                                           | |
| 第128回 | 3月8日   | 「金土日」／八十八ヶ所巡礼                                                 | |
| 第129回 | 3月15日  | 「攻撃的国民的音楽」／八十八ヶ所巡礼                                       | |
| 第130回 | 3月22日  | 「shadowgraph」／MYTH & ROID                                               | テレビアニメ『ブギーポップは笑わない』オープニングテーマ                                                         |
| 第131回 | 3月29日  | 「魔女旅に出る」／スピッツ                                                 | 『白山瀬女高原スキー場』CMソング                                                                                 |
| 第132回 | 4月5日   | 「コジコジ銀座」／ホフディラン                                             | TBS系テレビアニメ『コジコジ』第1期オープニングテーマ                                                             |
| 第133回 | 4月12日  | 「ハミングがきこえる」／カヒミ・カリィ                                     | テレビアニメ『ちびまる子ちゃん』オープニングテーマ                                                               |
| 第134回 | 4月19日  | 「浜辺のCHILI-CHILIダンス」／坂下千里子                                    | 『スリムビューティハウス』CMソング                                                                               |
| 第135回 | 4月25日  | 「男の子と女の子」／くるり                                                 | 『キャナルシティ博多 誕生祭』CMソング                                                                            |
| 第136回 | 5月3日   | 「♂×♀×ポーカーゲーム」／ベッド・イン                                       | |
| 第137回 | 5月10日  | 「いつか晴れた日に」／山下達郎                                             | TBS系ドラマ『先生知らないの?』主題歌                                                                             |
| 第138回 | 5月17日  | 「ベリー ベリー ストロング〜アイネクライネ〜」／斉藤和義                   | |
| 第139回 | 5月24日  | 「irony」／ClariS                                                          | テレビアニメ『俺の妹がこんなに可愛いわけがない』オープニングテーマ                                               |
| 第140回 | 5月31日  | 「WONDERFUL WONDER」／エドガー・サリヴァン                                 | テレビアニメ『みだらな青ちゃんは勉強ができない』オープニングテーマ                                               |
| 第141回 | 6月7日   | 「優しいあの子」／スピッツ                                                 | NHK連続テレビ小説『なつぞら』主題歌                                                                              |
| 第142回 | 6月14日  | 「ロースト・ビーチ・ベイベー」／ドミコ                                     | |
| 第143回 | 6月21日  | 「スタンドバイミー」／the peggies                                          | テレビアニメ『さらざんまい』エンディングテーマ                                                                   |
| 第144回 | 6月28日  | 「OPEN THE WORLDS」／ORESAMA                                               | テレビアニメ『叛逆性ミリオンアーサー』第2シーズンオープニングテーマ                                              |
| 第145回 | 7月5日   | 「死ぬほど恋して 〜Johnny,Johnny〜」／カジヒデキ                           | TBS系テレビアニメ『コジコジ』2代目エンディングテーマ                                                             |
| 第146回 | 7月12日  | 「underground」／PENPALS                                                   | |
| 第147回 | 7月19日  | 「どうしようもない僕に天使が降りてきた」／槇原敬之                         | 日本テレビ系『TVおじゃマンボウ』エンディングテーマ                                                               |
| 第148回 | 7月26日  | 「境界の彼方」／茅原実里                                                   | テレビアニメ『境界の彼方』オープニングテーマ                                                                     |
| 第149回 | 8月2日   | 「ハピハピ バースディ」／岡本真夜 「勇者イワイワイワッピ」／にゃんぞぬデシ | 岩井の選曲ではなく、岩井勇気生誕祭に使用されたBGM。                                                              |
| 第150回 | 8月9日   | 「幸せ願う彼方から」／泉かなた（島本須美）                                 | テレビアニメ『らき☆すた』劇中歌                                                                                  |
| 第151回 | 8月10日  | 「海とピンク」／スピッツ                                                   | |
| 第152回 | 8月23日  | 「HABANERO」／the telephones                                               | |
| 第153回 | 8月30日  | 「Now’s the time (New Feeling)」／the chef cooks me                        | |
| 第154回 | 9月6日   | 「乙女どもよ。」／CHiCO with HoneyWorks                                    | テレビアニメ『荒ぶる季節の乙女どもよ。』オープニングテーマ                                                       |
| 第155回 | 9月13日  | 「ココハドコ」／あほむし（CV.M・A・O、河野ひより、安野希世乃、和氣あず未） | テレビアニメ『ソウナンですか?』オープニングテーマ                                                                |
| 第156回 | 9月20日  | 「DISCOMAN」／GREAT3                                                       | |
| 第157回 | 9月27日  | 「恋の奴隷」／挫・人間                                                     | テレビ東京系『勇者ああああ～ゲーム知識ゼロでもなんとなく見られるゲーム番組』エンディングテーマ                   |
| 第158回 | 10月4日  | 「まともがわからない」／坂本慎太郎                                         | テレビ東京系ドラマ24『まほろ駅前番外地』エンディングテーマ                                                       |
| 第159回 | 10月11日 | 「ゆめいっぱい」／関ゆみ子                                                 | テレビアニメ『ちびまる子ちゃん』初代（第1期）オープニングテーマ                                                  |
| 第160回 | 10月18日 | 「ブランケット」／平井堅                                                   | 作詞・作曲をスピッツの草野マサムネが担当している。                                                               |
| 第161回 | 10月25日 | 「ラジオデイズ」／スピッツ                                                 | |
| 第162回 | 11月1日  | 「ヴィーナスの恋人」／クウチュウ戦                                         | テレビ東京『ゴッドタン』2018年2月期エンディングテーマ                                                            |
| 第163回 | 11月8日  | 「土砂降りの雨が降った街」／2                                              | |
| 第164回 | 11月14日 | 「からだだけの愛」／ギリシャラブ                                           | |
| 第165回 | 11月22日 | 「籠の中の僕らは」／AIKI from bless4                                       | テレビアニメ『星合の空』エンディングテーマ                                                                       |
| 第166回 | 11月29日 | 「新世代」／Tempalay                                                       | |
| 第167回 | 12月6日  | 「消せない罪」／北出菜奈                                                   | テレビアニメ『鋼の錬金術師』エンディングテーマ                                                                   |
| 第168回 | 12月13日 | 「again」／YUI                                                             | MBS・TBS系アニメ『鋼の錬金術師 FULLMETAL ALCHEMIST』1stオープニングテーマ                                        |
| 第169回 | 12月20日 | 「残ってる」／吉澤嘉代子                                                   | |
| 第170回 | 12月27日 | 「メトロ」／東京事変                                                       | |
| EX      | 12月31日 | 「できっこないを やらなくちゃ」／サンボマスター                            | ハライチがメインパーソナリティを務めた「あるある年またぎ～令和に残したい108つのあるある～」にて放送。            |

| 第171回 | 1月3日                       | 「花と虫」／スピッツ                                                                | |
| 第172回 | 1月10日                      | 「NINJA MONKEY」／FRSKID                                                            | |
| 第173回 | 1月17日                      | 「化けるレコード」／ニガミ17才                                                      | |
| 第174回 | 1月24日                      | 「Phantom Joke」／UNISON SQUARE GARDEN                                              | テレビアニメ『Fate/Grand Order -絶対魔獣戦線バビロニア-』オープニングテーマ                                    |
| 第175回 | 1月31日                      | 「BLUE」／group_inou                                                                | |
| 第176回 | 2月7日                       | 「ミスターフィクサー」／Sou                                                         | テレビアニメ『ID：INVADED イド：インヴェイデッド』オープニングテーマ                                           |
| 第177回 | 2月14日                      | 「爽風」／谷澤智文                                                                  | テレビアニメ『君に届け 2ND SEASON』オープニングテーマ                                                          |
| 第178回 | 2月21日                      | 「LION」／坂口有望                                                                  | テレビアニメ『ランウェイで笑って』オープニングテーマ                                                           |
| 第179回 | 2月28日                      | 「Welcome トゥ 混沌」／(K)NoW_NAME                                                  | テレビアニメ『ドロヘドロ』オープニングテーマ                                                                   |
| 第180回 | 3月6日                       | 「Drawing」／Mr.Children                                                            | 日本テレビ系ドラマ『幸福の王子』主題歌                                                                         |
| 第181回 | 3月13日                      | 「はぐれ狼」／スピッツ                                                              | |
| 第182回 | 3月20日                      | 「甘く踊れば」／DALLJUB STEP CLUB                                                   | |
| 第183回 | 3月27日                      | 「しゅがーでいず」／Brian the Sun                                                   | 『VANS 2016 Fall＆Winter』イメージソング                                                                       |
| 第184回 | 4月3日                       | 「水流のロック」／日食なつこ                                                        | |
| 第185回 | 4月10日                      | 「星をあつめて」／fhána                                                             | 劇場版アニメ『SHIROBAKO』主題歌                                                                                |
| 第186回 | 4月17日                      | 「愛の才能」／川本真琴                                                              | TBS系『COUNT DOWN TV』エンディングテーマ                                                                       |
| 第187回 | 4月24日                      | 「浜辺のCHILI-CHILIダンス」／坂下千里子                                             | 特別企画『坂下千里子生誕祭』のため、去年に引き続き坂下の楽曲が選出された。                                     |
| 第188回 | 5月1日                       | 「JAM」／THE YELLOW MONKEY                                                          | |
| 第189回 | 5月8日                       | 「とまどい→レシピ」／みかくにんぐッ!                                                | テレビアニメ『未確認で進行形』オープニングテーマ                                                               |
| 第190回 | 5月15日                      | 「fantastic dreamer」／Machico                                                      | テレビアニメ『この素晴らしい世界に祝福を!』オープニングテーマ                                                  |
| 第191回 | 5月22日                      | 「アパート」／スピッツ 「ハピハピ バースディ」／岡本真夜 「アララの呪文」／岡本真夜 | 『ハピハピ バースディ』はこの時誕生日であった澤部へのサプライズとして、岡本の生演奏で披露された。              |
| 第192回 | 5月29日                      | 「Sugarless GiRL」／CAPSULE                                                         | |
| 第193回 | 6月5日                       | 「つづくいのち」／JYOCHO                                                            | |
| 第194回 | 6月12日                      | 「Ready to」／影森みちる（諸星すみれ）                                              | テレビアニメ『BNA ビー・エヌ・エー』オープニングテーマ                                                         |
| 第195回 | 6月19日                      | 「天気雨」／荒井由実                                                                | |
| 第196回 | 6月26日                      | 「バタフライ」／鶴                                                                  | |
| 第197回 | 7月3日                       | 「夢のゆくえ」／白鳥英美子                                                          | 映画『ドラえもん のび太のドラビアンナイト』主題歌                                                              |
| 第198回 | 7月10日                      | 「君は天然色」／大滝詠一                                                            | テレビアニメ『かくしごと』エンディングテーマ                                                                   |
| 第199回 | 7月17日                      | 「葵橋」／さユり                                                                    | テレビアニメ『イエスタデイをうたって』エンディングテーマ                                                       |
| 第200回 | 7月24日                      | 「majority blues」／チャットモンチー                                                | 『大阪医専、名古屋医専、首都医校』2016年度CMソング                                                             |
| 第201回 | 7月31日                      | 「桃」／スピッツ 「団地の忍者」／にゃんぞぬデシ                                     | にゃんぞぬデシの「団地の忍者」は、特別企画『岩井勇気生誕祭』の為に書き下ろされた楽曲。                         |
| 第202回 | 8月7日                       | 「人生いきあたりばったり」／SUEMARR                                                 | Netflixドラマ『深夜食堂 Tokyo Stories』主題歌                                                                  |
| 第203回 | 8月14日                      | 「ラッキープール」／JUDY AND MARY                                                   | フジテレビ系ドラマ『2001年のおとこ運』主題歌                                                                   |
| 第204回 | 8月21日                      | 「なだめスかし Negotiation」／鹿乃                                                  | テレビアニメ『宇崎ちゃんは遊びたい!』オープニングテーマ                                                        |
| 第205回 | 8月28日                      | 「溶けない」／マカロニえんぴつ                                                      | |
| 第206回 | 9月4日                       | 「Believe」／玉置成実                                                               | テレビアニメ『機動戦士ガンダムSEED』3rdオープニングテーマ                                                      |
| 第207回 | 9月11日                      | 「映画」／österreich                                                                | |
| 第208回 | 9月18日                      | 「記憶の箱舟」／伊東歌詞太郎                                                        | テレビアニメ『デカダンス』エンディングテーマ                                                                   |
| 第209回 | 9月25日                      | 「君のいちばんに…」／LINDBERG                                                       | |
| 第210回 | 10月2日                      | 「CP」／the chef cooks me                                                           | |
| 第211回 | 10月9日                      | 「グラスホッパー」／スピッツ                                                        | |
| 第212回 | 10月16日                     | 「地獄先生」／相対性理論                                                            | |
| 第213回 | 10月23日                     | 「ゆらゆら帝国で考え中」／ゆらゆら帝国                                              | フジテレビ系『はねるのトびら』オープニングテーマ                                                               |
| 第214回 | 10月30日                     | 「みちしるべ」／茅原実里                                                            | テレビアニメ『ヴァイオレット・エヴァーガーデン』エンディングテーマ                                             |
| 第215回 | 11月6日                      | 「一生のお願い」／挫・人間                                                          | テレビ東京系『ゴッドタン』2020年4月期エンディングテーマ                                                        |
| 第216回 | 11月13日                     | 「White Snake」／POLYSICS                                                           | |
| 第217回 | 11月20日                     | 「箒星」／Mr.Children                                                               | トヨタ自動車『トビラを開けよう』キャンペーンCMソング                                                           |
| 第218回 | 11月27日                     | 「Yes,」／SUPERCAR                                                                  | |
| 第219回 | 12月4日                      | 「つつじの蜜」／ギリシャラブ                                                        | |
| 第220回 | 12月11日                     | 「カルペ・ディエム」／Liyuu                                                         | テレビアニメ『100万の命の上に俺は立っている』エンディングテーマ                                                |
| 第221回 | 12月18日                     | 「恋は夕暮れ」／スピッツ                                                            | |
| 第222回 | 12月25日                     | 「nice to NEET you!」／A応P                                                         | テレビアニメ『おそ松さん』第3期オープニングテーマ                                                              |
| 第223回 | 12月31日                     | 「銀河」／フジファブリック 「なぜ 恋をして来なかったんだろう?」／櫻坂46             | それぞれ岩井、澤部のリクエスト。                                                                               |
| EX      | 2020年12月31日～2021年1月1日 | 「君を守って 君を愛して」／サンボマスター 「コンセントレーション」／欅坂46          | それぞれ岩井、澤部のリクエスト。 TBSラジオのみで放送された年越し特番『ハライチのタァァァン！！』にて流された。 |

| 第224回 | 1月8日                       | 「君に会えた日」／安達（鬼頭明里）としまむら（伊藤美来）            | テレビアニメ『安達としまむら』オープニングテーマ |
| 第225回 | 1月15日                      | 「オンナのコ♡オトコのコ」／小倉優子                                 | テレビアニメ『スクールランブル』エンディングテーマ |
| 第226回 | 1月22日                      | 「恋におちたら」／サニーデイ・サービス                              | |
| 第227回 | 1月29日                      | 「Love Cheat!」／MOSAIC.WAV                                         | アダルト麻雀ゲーム『いただきじゃんがりあんR』オープニングテーマ |
| 第228回 | 2月5日                       | 「ずるい人」／TETORA                                                | |
| 第229回 | 2月12日                      | 「STILL LOVE HER (失われた風景)」／TM NETWORK                       | テレビアニメ『シティーハンター2』エンディングテーマ |
| 第230回 | 2月19日                      | 「ポジティブ☆ストーリー」／でんぱ組.inc                             | |
| 第231回 | 2月26日                      | 「8823」／スピッツ                                                  | |
| 第232回 | 3月5日                       | 「オタルの光」／挫・人間                                            | |
| 第233回 | 3月12日                      | 「人生イージー?」／DIALOGUE+                                        | テレビアニメ『弱キャラ友崎くん』オープニングテーマ |
| 第234回 | 3月19日                      | 「Komm, susser Tod」／ARIANNE                                       | 映画『新世紀エヴァンゲリオン劇場版 Air/まごころを、君に』挿入歌 |
| 第235回 | 3月26日                      | 「つぎはぎもよう」／nano.RIPE                                       | テレビアニメ『のんのんびより のんすとっぷ』オープニングテーマ |
| 第236回 | 4月2日                       | 「プロポーズソング」／ザ・コレクターズ                              | |
| 第237回 | 4月9日                       | 「綺麗な三角、朝日にんげん」／JYOCHO                                | |
| 第238回 | 4月16日                      | 「青空のナミダ」／高橋瞳                                            | テレビアニメ『BLOOD+』第1期オープニングテーマ |
| 第239回 | 4月23日                      | 「浜辺のCHILI-CHILIダンス」／坂下千里子                             | |
| 第240回 | 4月30日                      | 「普通の日曜日に」／菊田知彦                                        | テレビアニメ『花より男子』オープニングテーマ |
| 第241回 | 5月7日                       | 「紫の夜を越えて」／スピッツ                                        | TBS系「NEWS23」エンディングテーマ |
| 第242回 | 5月14日                      | 「星間飛行」／ランカ・リー=中島愛                                   | MBS・TBS系テレビアニメ『マクロスF』挿入歌 |
| 第243回 | 5月21日                      | 「花束」／polly                                                     | |
| 第244回 | 5月28日                      | 「ないない」／ReoNa                                                 | テレビアニメ『シャドーハウス』エンディングテーマ |
| 第245回 | 6月4日                       | 「風とイルカと恋」／にゃんぞぬデシ                                  | |
| 第246回 | 6月11日                      | 「未来」／odol                                                      | |
| 第247回 | 6月18日                      | 「Zion」／鋭児                                                      | |
| 第248回 | 6月25日                      | 「ソーダの夢」／バクバクドキン                                      | |
| 第249回 | 7月2日                       | 「PINK BLOOD」／宇多田ヒカル                                        | NHKEテレアニメ『不滅のあなたへ』オープニングテーマ |
| 第250回 | 7月9日                       | 「マシマロ」／奥田民生                                              | |
| 第251回 | 7月16日                      | 「サンシャイン」／スピッツ                                          | |
| 第252回 | 7月23日                      | 「とおりゃんせ」／パスピエ                                          | |
| 第253回 | 7月30日                      | 「半角カナ」／にゃんぞぬデシ                                        | 番組内企画『岩井勇気生誕祭2021』のために書き下ろされた楽曲。なお公式サイトの番組後記に歌詞が掲載されている。                                                                              |
| 第254回 | 8月6日                       | 「高気圧ガール」／山下達郎                                          | |
| 第255回 | 8月13日                      | 「太陽を信じて…」／ベッド・イン                                     | |
| 第256回 | 8月20日                      | 「Fightin★Pose」／小倉唯                                            | テレビアニメ『ジャヒー様はくじけない!』オープニングテーマ |
| 第257回 | 8月27日                      | 「GL」／LiSA                                                        | |
| 第258回 | 9月3日                       | 「夜天」／女王蜂                                                    | |
| 第259回 | 9月10日                      | 「星のオーケストラ」／saji                                          | テレビアニメ『かげきしょうじょ!!』オープニングテーマ |
| 第260回 | 9月17日                      | 「猫になりたい」／スピッツ                                          | この週のネコちゃんニュースで、スピッツのアルバム『花鳥風月+』を取り上げたことから流された。なお、『花鳥風月』は澤部が唯一スピッツで持っていたアルバム作品。                               |
| 第261回 | 9月24日                      | 「死に物狂いのカゲロウを見ていた」／スピッツ                        | 先週に引き続き、スピッツのアルバム『花鳥風月+』収録曲。 |
| 第262回 | 10月1日                      | 「はしりがき」／マカロニえんぴつ                                    | 映画『クレヨンしんちゃん 謎メキ!花の天カス学園』主題歌 |
| 第263回 | 10月8日                      | 「東京」／ザ・ラヂオカセッツ                                        | |
| 第264回 | 10月15日                     | 「GALAXY」／RIP SLYME                                               | |
| 第265回 | 10月22日                     | 「恋のT.K.O.」／すかんち                                            | |
| 第266回 | 10月29日                     | 「BOY」／King Gnu                                                   | テレビアニメ『王様ランキング』オープニングテーマ |
| 第267回 | 11月5日                      | 「愛があれば大丈夫」／広瀬香美                                      | 映画『病は気から 病院へ行こう2』主題歌 |
| 第268回 | 11月13日                     | 「愛のしるし」／PUFFY                                               | |
| 第269回 | 11月19日                     | 「閃光少女」／東京事変                                              | |
| 第270回 | 11月26日                     | 「オリジナル スマイル」／SMAP                                       | |
| 第271回 | 12月3日                      | 「ナナへの気持ち」／スピッツ                                        | |
| 第272回 | 12月10日                     | 「Oz.」／yama                                                       | テレビアニメ『王様ランキング』エンディングテーマ |
| 第273回 | 12月17日                     | 「センスレス・ワンダー」／ヒトリエ                                  | |
| 第274回 | 12月24日                     | 「Bye Bye」／フジファブリック 「グリーン」／スピッツ                | |
| 第275回 | 12月31日                     | 「Nihil Pip Viper」／UNISON SQUARE GARDEN 「美しきNervous」／櫻坂46 | それぞれ岩井、澤部のリクエスト。 |
| EX      | 2021年12月31日～2022年1月1日 | 「ファイト!」／中島みゆき                                           | 裏番組と時間帯が被ったため席を外していた、 岩井に代わってのパートナーゲストであるヒコロヒーのリクエスト。 TBSラジオのみで放送された年越し特番『ハライチのカウントダーン！』にて流された。 |

| 第276回 | 1月7日   | 「オトメの心得」／GARNiDELiA                                    | テレビアニメ『大正オトメ御伽話』オープニングテーマ                                  |
| 第277回 | 1月14日  | 「発光体」／ゆらゆら帝国                                        |                                                                                     |
| 第278回 | 1月21日  | 「光るとき」／羊文学                                            | テレビアニメ『平家物語』オープニングテーマ                                          |
| 第279回 | 1月28日  | 「Othello」／Ghost like girlfriend                              |                                                                                     |
| 第280回 | 2月4日   | 「我愛你」／Cody・Lee(李)                                       |                                                                                     |
| 第281回 | 2月11日  | 「ハートが帰らない」／スピッツ                                  |                                                                                     |
| 第282回 | 2月18日  | 「Moonlight Magic」／花澤香菜                                   | テレビ東京・木ドラ24『お耳に合いましたら。』オープニングテーマ                      |
| 第283回 | 2月24日  | 「ばらの花」／くるり                                            |                                                                                     |
| 第284回 | 3月4日   | 「浜辺のCHILI-CHILIダンス」／坂下千里子                         |                                                                                     |
| 第285回 | 3月11日  | 「恋ノ行方」／あかせあかり                                      | テレビアニメ『その着せ替え人形は恋をする』エンディングテーマ                        |
| 第286回 | 3月18日  | 「月灯りふんわり落ちてくる夜」／小川七生                        | テレビアニメ『クレヨンしんちゃん』9代目エンディングテーマ                           |
| 第287回 | 3月25日  | 「ZYANOSE」／group_inou                                         |                                                                                     |
| 第288回 | 4月1日   | 「ドラマチック」／the peggies                                   |                                                                                     |
| 第289回 | 4月8日   | 「SO YOUNG」／THE YELLOW MONKEY                                 |                                                                                     |
| 第290回 | 4月15日  | 「ジュリエッタ」／LIP×LIP                                       | テレビアニメ『ヒロインたるもの!〜嫌われヒロインと内緒のお仕事〜』オープニングテーマ |
| 第291回 | 4月22日  | 「不死身のビーナス」／スピッツ                                  |                                                                                     |
| 第292回 | 4月29日  | 「それでも明日はやってくる」／鈴木結女                          | テレビアニメ『NINKU -忍空-』エンディングテーマ                                      |
| 第293回 | 5月6日   | 「The Girls Are Alright!」／saya                                | テレビアニメ『宇宙よりも遠い場所』オープニングテーマ                                |
| 第294回 | 5月13日  | 「“あのヒーローと” 僕らについて」／メレンゲ                     | テレビアニメ『ピンポン THE ANIMATION』エンディングテーマ                            |
| 第295回 | 5月20日  | 「神様のいうとおり」／ いしわたり淳治&砂原良徳+やくしまるえつこ | テレビアニメ『四畳半神話大系』エンディングテーマ                                    |
| 第296回 | 5月27日  | 「プラチナ」／坂本真綾                                          | テレビアニメ『カードキャプターさくら』オープニングテーマ                            |
| 第297回 | 6月3日   | 「風、花」／ヒトリエ                                            | テレビアニメ『ダンス・ダンス・ダンスール』エンディングテーマ                        |
| 第298回 | 6月10日  | 「鳴り響く限り」／YUKI                                          | テレビアニメ『ダンス・ダンス・ダンスール』オープニングテーマ                        |
| 第299回 | 6月17日  | 「ISOGA PEACH」／chelmico                                       |                                                                                     |
| 第300回 | 6月24日  | 「Hey! Mr. Angryman」／斉藤和義                                 |                                                                                     |
| 第301回 | 7月1日   | 「俺のすべて」／スピッツ                                        |                                                                                     |
| 第302回 | 7月8日   | 「ショートショート」／幽体コミュニケーションズ                  |                                                                                     |
| 第303回 | 7月15日  | 「群青」／かりゆし58                                            |                                                                                     |
| 第304回 | 7月22日  | 「恋愛脳」／ナナヲアカリ                                        | テレビアニメ『Engage Kiss』エンディングテーマ                                       |
| 第305回 | 7月29日  | 「“らしく”いきましょ」／Meu                                     | テレビアニメ『美少女戦士セーラームーン SuperS』エンディングテーマ                   |
| 第306回 | 8月5日   | 「傲慢バスター」／明日クラゲに刺された                          |                                                                                     |
| 第307回 | 8月12日  | 「悲しみのゴール」／JYOCHO                                      |                                                                                     |
| 第308回 | 8月19日  | 「hectopascal」／小糸侑(高田憂希)、七海燈子(寿美菜子)           | テレビアニメ『やがて君になる』エンディングテーマ                                    |
| 第309回 | 8月26日  | 「シャツを洗えば」／くるりとユーミン                            | 大鵬薬品工業『チオビタドリンク』CMソング                                            |
| 第310回 | 9月2日   | 「このままでいたい」／挫・人間                                  |                                                                                     |
| 第311回 | 9月9日   | 「ドルフィン・ラヴ」／スピッツ                                  |                                                                                     |
| 第312回 | 9月16日  | 「Burning Friday Night」／Lucky Kilimanjaro                     |                                                                                     |
| 第313回 | 9月23日  | 「びりびりしびれる」／ドミコ                                    |                                                                                     |
| 第314回 | 9月30日  | 「花の塔」／さユり                                              | テレビアニメ『リコリス・リコイル』エンディングテーマ                                |
| 第315回 | 10月7日  | 「マジLOVEスターリッシュツアーズ」／ST☆RISH                     | 劇場版『うたの☆プリンスさまっ♪マジLOVEスターリッシュツアーズ』メインテーマ          |
| 第316回 | 10月14日 | 「ラズロ、笑って」／the cabs                                    |                                                                                     |
| 第317回 | 10月21日 | 「電波塔」／ASIAN KUNG-FU GENERATION                            |                                                                                     |
| 第318回 | 10月28日 | 「少女ジャンプ」／東京カランコロン                              |                                                                                     |
| 第319回 | 11月4日  | 「いつでも誰かが」／上々颱風                                    | アニメ映画『平成狸合戦ぽんぽこ』主題歌                                              |
| 第320回 | 11月11日 | 「パラレルモーション」／ORESAMA                                 |                                                                                     |
| 第321回 | 11月18日 | 「愛のことば」／スピッツ                                        |                                                                                     |
| 第322回 | 11月25日 | 「Wind City」／LAUSBUB                                          |                                                                                     |
| 第323回 | 12月2日  | 「魔法少女」／三回転とひとひねり                                |                                                                                     |
| 第324回 | 12月9日  | 「ミラクル・ガール」／永井真理子                                | 読売テレビ系アニメーション『YAWARA!』初代オープニングテーマ                         |
| 第325回 | 12月16日 | 「Syndrome」／ninoheron                                         |                                                                                     |
| 第326回 | 12月23日 | 「first death」／TK from 凛として時雨                           | テレビアニメ『チェンソーマン』第8話エンディングテーマ                               |
| 第327回 | 12月30日 | 「今夜はHearty Party」／竹内まりや                              |                                                                                     |

| 第328回 | 1月6日                       | 「ジャカジャーン！ブンブン！ ドンドコ！イェー！」／怒髪天 「One-way-stairs」／櫻坂46 | それぞれ岩井、澤部のリクエスト。                                                                                                  |
| 第329回 | 1月13日                      | 「君の声に恋してる」／山下達郎                                                       | |
| 第330回 | 1月20日                      | 「ピンクムーン」／ハルカミライ                                                       | |
| 第331回 | 1月27日                      | 「ホタル」／スピッツ                                                                 | |
| 第332回 | 2月3日                       | 「云う透り」／JYOCHO                                                                 | Netflixシリーズ「伊藤潤二『マニアック』」エンディングテーマ                                                                       |
| 第333回 | 2月10日                      | 「七転八倒ブルース」／THE PINBALLS                                                   | UHFアニメ『伊藤潤二『コレクション』』オープニングテーマ                                                                           |
| 第334回 | 2月17日                      | 「Stand By Me」／Subway Daydream                                                     | テレビアニメ『もういっぽん！』オープニングテーマ                                                                                  |
| 第335回 | 2月24日                      | 「ドラマチックじゃなくても」／花澤香菜                                               | テレビアニメ『久保さんは僕を許さない』オープニングテーマ                                                                          |
| 第336回 | 3月3日                       | 「コミック・ジェネレイション」／毛皮のマリーズ                                       | |
| 第337回 | 3月10日                      | 「瞳惚れ」／Vaundy                                                                   | テレビ朝日 土曜ナイトドラマ「ジャパニーズスタイル」主題歌                                                                         |
| 第338回 | 3月17日                      | 「八月は僕の名前」／くるり                                                           | Amazon Originalドラマ『モアザンワーズ/ More Than Words』主題歌                                                                    |
| 第339回 | 3月24日                      | 「明るい未来を」／ザ・コレクターズ                                                   | |
| 第340回 | 3月31日                      | 「退廃万歳」／ギリシャラブ                                                           | |
| 第341回 | 4月7日                       | 「スカーレット」／スピッツ                                                           | TBS系ドラマ東芝日曜劇場『メロディ』主題歌                                                                                         |
| 第342回 | 4月14日                      | 「DESTINY」／ねごと                                                                  | テレビ東京系アニメ『銀魂°』エンディングテーマ                                                                                     |
| 第343回 | 4月21日                      | 「浜辺のCHILI-CHILIダンス」／坂下千里子                                              | |
| 第344回 | 4月28日                      | 「赤黄色の金木犀」／フジファブリック                                                 | |
| 第345回 | 5月5日                       | 「おどる ひかり」／Cody・Lee (李)                                                    | テレビアニメ『江戸前エルフ』エンディングテーマ                                                                                    |
| 第346回 | 5月12日                      | 「ココロネ」／Kitri                                                                  | テレビアニメ『事情を知らない転校生がグイグイくる。』エンディングテーマ                                                            |
| 第347回 | 5月19日                      | 「メロウ」／須田景凪                                                                 | テレビアニメ『スキップとローファー』オープニングテーマ                                                                            |
| 第348回 | 5月26日                      | 「怪電波」／こ.Oyama                                                                 | |
| 第349回 | 6月2日                       | 「Everything’s Alright」／Ginger Root                                                | |
| 第350回 | 6月9日                       | 「ゴミ人間、俺」／ヤングスキニー                                                     | フジテレビ系ドラマ『クライムファミリー』主題歌                                                                                    |
| 第351回 | 6月16日                      | 「跳べ」／スピッツ                                                                   | |
| 第352回 | 6月23日                      | 「さみしいひと」／理芽                                                               | |
| 第353回 | 6月30日                      | 「夜に訊く」／さよならポエジー                                                       | |
| 第354回 | 7月7日                       | 「Runaway World」／fhána                                                             | フジテレビ系アニメ『逃走中 グレートミッション』オープニングテーマ                                                                 |
| 第355回 | 7月14日                      | 「It's all too much」／YUI                                                           | 東宝配給映画『カイジ 人生逆転ゲーム』主題歌                                                                                       |
| 第356回 | 7月21日                      | 「君の顔が好きだ」／斉藤和義                                                         | |
| 第357回 | 7月28日                      | 「Crack-Crack-Crackle」／CLASS:y 「岩井の食事」／にゃんぞぬデシ                      | テレビアニメ『アンデッドガール・マーダーファルス』オープニングテーマ 番組内企画『岩井勇気生誕祭2023』のために書き下ろされた楽曲。 |
| 第358回 | 8月4日                       | 「憂う門には福来たる」／somei                                                        | テレビアニメ『デキる猫は今日も憂鬱』オープニングテーマ                                                                            |
| 第359回 | 8月11日                      | 「単焦点」／Penthouse                                                                | |
| 第360回 | 8月18日                      | 「私飽きぬ私」／キュウソネコカミ                                                     | |
| 第361回 | 8月25日                      | 「ときめきpart1」／スピッツ                                                          | 映画『水は海に向かって流れる』主題歌                                                                                              |
| 第362回 | 9月1日                       | 「オーケイ!」／ザ・カーナビーツ 「大宇宙の無限愛」／寺嶋由芙                         | それぞれ澤部父、岩井のリクエスト。                                                                                                |
| 第363回 | 9月7日                       | 「BYE BYE」／chilldspot                                                              | |
| 第364回 | 9月15日                      | 「貴方の側に。」／りりあ。                                                           | テレビアニメ『わたしの幸せな結婚』オープニングテーマ                                                                              |
| 第365回 | 9月22日                      | 「My Girl」／SUPERCAR                                                                | |
| 第366回 | 9月29日                      | 「さわやか会社員」／相対性理論                                                       | |
| 第367回 | 10月6日                      | 「プリズム」／池田綾子                                                               | テレビアニメ『電脳コイル』オープニングテーマ                                                                                      |
| 第368回 | 10月13日                     | 「ハイウェイ」／くるり                                                               | アスミック・エース配給映画『ジョゼと虎と魚たち』主題歌                                                                            |
| 第369回 | 10月20日                     | 「ジャングル・ブギー」／クール&ザ・ギャング                                          | 澤部母からのリクエスト。 |
| 第370回 | 10月27日                     | 「最終兵器ディスコ」／少年キッズボウイ                                               | |
| 第371回 | 11月3日                      | 「YM71D」／スピッツ                                                                  | |
| 第372回 | 11月10日                     | 「ローズマリー」／the myeahns                                                        | |
| 第373回 | 11月17日                     | 「夢じゃない」／スピッツ                                                             | 岩井母からのリクエスト。番組エンディング曲として使用。                                                                            |
| 第374回 | 11月24日                     | 「Re：Re：」／ASIAN KUNG-FU GENERATION                                               | |
| 第375回 | 12月1日                      | 「Anytime Anywhere」／milet                                                          | 日本テレビ系テレビアニメ『葬送のフリーレン』エンディングテーマ                                                                    |
| 第376回 | 12月8日                      | 「Hyper」／Kroi                                                                      | テレビアニメ『アンダーニンジャ』オープニングテーマ                                                                                |
| 第377回 | 12月15日                     | 「最後のメリークリスマス」／くるり                                                   | |
| 第378回 | 12月22日                     | 「ショック」／諭吉佳作/men                                                           | |
| 第379回 | 12月29日                     | 「SOUL GLOW」／GREAT3                                                                | |
| EX      | 2023年12月31日～2024年1月1日 | 「I Love You」／サンボマスター                                                       | 年越し特番『ハライチのカウントダァァァァン！』にて流された。                                                                      |

| 第380回 | 1月5日   | 「旅行ごっこ」／ドミコ                                                      | |
| 第381回 | 1月12日  | 「水色の街」／スピッツ                                                      | |
| 第382回 | 1月19日  | 「導き、捧げて」／JYOCHO                                                    | テレビアニメ『真の仲間じゃないと勇者のパーティーを追い出されたので、辺境でスローライフすることにしました 2nd』エンディングテーマ |
| 第383回 | 1月26日  | 「やきそばパン」／川本真琴                                                  | |
| 第384回 | 2月2日   | 「One More Night」／禁断の多数決                                            | |
| 第385回 | 2月9日   | 「わたし、フィクション」／mekakushe                                         | |
| 第386回 | 2月16日  | 「はじめては全部君がいい」／声にならないよ                                  | |
| 第387回 | 2月23日  | 「だいすき」／高橋由美子                                                    | 映画『ちびまる子ちゃん わたしの好きな歌』主題歌                                                                                  |
| 第388回 | 3月1日   | 「Lost in the Supermarket」／Helsinki Lambda Club                           | |
| 第389回 | 3月8日   | 「明治チェルシーの唄」／CHEMISTRY                                           | |
| 第390回 | 3月15日  | 「CHA-LA HEAD-CHA-LA」／影山ヒロノブ                                        | テレビアニメ『ドラゴンボールZ』オープニングテーマ                                                                                |
| 第391回 | 3月22日  | 「コメット」／スピッツ                                                      | フジテレビ系ドラマ『HOPE〜期待ゼロの新入社員〜』主題歌                                                                           |
| 第392回 | 3月29日  | 「Song of Sick」／the chef cooks me                                         | |
| 第393回 | 4月5日   | 「タイムセール逃してくれ」／サバシスター                                    | |
| 第394回 | 4月12日  | 「チェイサーブルース」／片想い                                              | |
| 第395回 | 4月19日  | 「浜辺のCHILI-CHILIダンス」／坂下千里子                                     | |
| 第396回 | 4月26日  | 「齧りかけの林檎」／竹達彩奈                                                | テレビアニメ『デンキ街の本屋さん』オープニングテーマ                                                                             |
| 第397回 | 5月3日   | 「ALRIGHT」／SUPERCAR                                                       | |
| 第398回 | 5月10日  | 「Kids」／ブランデー戦記                                                    | |
| 第399回 | 5月17日  | 「君とのこと」／セカンドバッカー                                            | |
| 第400回 | 5月24日  | 「ReCoda」／TRUE                                                            | テレビアニメ『響け！ユーフォニアム3』オープニングテーマ                                                                          |
| 第401回 | 5月31日  | 「心の底から」／スピッツ                                                    | |
| 第402回 | 6月7日   | 「正解はいらない」／ナナヲアカリ                                            | テレビアニメ『戦隊大失格』エンディングテーマ                                                                                     |
| 第403回 | 6月14日  | 「はにゃ○満点、銭天堂。」／KOCHO                                            | テレビアニメ『ふしぎ駄菓子屋 銭天堂』エンディングテーマ                                                                          |
| 第404回 | 6月21日  | 「Odd Numbers」／梅田サイファー                                             | テレビアニメ『ザ・ファブル』エンディングテーマ                                                                                   |
| 第405回 | 6月28日  | 「唯一人」／爆弾ジョニー                                                    | テレビアニメ『ピンポン THE ANIMATION』オープニングテーマ                                                                         |
| 第406回 | 7月5日   | 「poi」／Saucy Dog                                                          | テレビアニメ『烏は主を選ばない』オープニングテーマ                                                                               |
| 第407回 | 7月12日  | 「HOMESICK」／FRSKID                                                        | |
| 第408回 | 7月19日  | 「カンタンなビートにしなきゃ踊れないのか」／THIS IS JAPAN                   | |
| 第409回 | 7月26日  | 「ナイトシンク」／FINLANDS                                                  | |
| 第410回 | 8月2日   | 「好きな眠剤発表ドラゴン」／田島ハルコ 「思い出めぐっても」／にゃんぞぬデシ | 「思い出めぐっても」は番組内企画『岩井勇気生誕祭2024』のために書き下ろされた楽曲。                                               |
| 第411回 | 8月9日   | 「インディゴ地平線」／スピッツ                                              | |
| 第412回 | 8月16日  | 「赤猫」／水曜日のカンパネラ                                                | テレビアニメ『ラーメン赤猫』オープニングテーマ                                                                                   |
| 第413回 | 8月23日  | 「阿弥陀籤」／カラノア                                                      | |
| 第414回 | 8月30日  | 「エトセトラ」／imase                                                       | Netflixアニメ『君に届け 3RD SEASON』オープニングテーマ                                                                           |
| 第415回 | 9月6日   | 「意解けない」／ammo                                                        | テレビアニメ『〈小市民〉シリーズ』エンディングテーマ                                                                             |
| 第416回 | 9月13日  | 「僕らの夏の夢」／山下達郎                                                  | ワーナー・ブラザース映画配給アニメーション映画『サマーウォーズ」主題歌                                                           |
| 第417回 | 9月20日  | 「STYX HELIX」／MYTH & ROID                                                 | TX系テレビアニメ『Re:ゼロから始める異世界生活』前期エンディングテーマ                                                            |
| 第418回 | 9月27日  | 「裏切りの夕焼け」／THEATRE BROOK                                           | テレビアニメ『デュラララ!!』オープニングテーマ                                                                                   |
| 第419回 | 10月4日  | 「ミカヅキ」／さユり                                                        | CX系テレビアニメ『乱歩奇譚 Game of Laplace』エンディングテーマ                                                                   |
| 第420回 | 10月11日 | 「夕方のサマーランド」／UlulU                                               | |
| 第421回 | 10月18日 | 「歩き出せ、クローバー」／スピッツ                                          | |
| 第422回 | 10月25日 | 「ポップスター」／NEE                                                       | |
| 第423回 | 11月1日  | 「N.O.」／電気グルーヴ                                                      | |
| 第424回 | 11月8日  | 「君が生きる理由」／少年キッズボウイ                                        | |
| 第425回 | 11月15日 | 「アポリア」／ヨルシカ                                                      | テレビアニメ『チ。-地球の運動について-』エンディングテーマ                                                                       |
| 第426回 | 11月22日 | 「たのしいさんすう」／三四少女                                              | |
| 第427回 | 11月29日 | 「レイディ」／GREAT3                                                        | |
| 第428回 | 12月6日  | 「薄明光線」／Chevon                                                        | |
| 第429回 | 12月13日 | 「故のLOVE」／チョーキューメイ                                              | |
| 第430回 | 12月20日 | 「X次元へようこそ」／やくしまるえつこ                                       | テレビアニメ『スペース☆ダンディ』エンディングテーマ                                                                              |
| 第431回 | 12月27日 | 「みそか」／スピッツ                                                        | |

| 第432回 | 1月3日  | 「青春狂騒曲」／サンボマスター 「もう一曲 欲しいのかい?」／櫻坂46 | それぞれ岩井、澤部のリクエスト。 |
| 第433回 | 1月10日 | 「Melancholy」／the telephones | |
| 第434回 | 1月17日 | 「愛しいかけら」／メロキュア | テレビアニメ『円盤皇女ワるきゅーレ』オープニングテーマ                                                                                    |
| 第435回 | 1月24日 | 「さよならエリカ」／じぐざぐづ | |
| 第436回 | 1月31日 | 「きみは New Age」／(((さらうんど))) | |
| 第437回 | 2月7日  | 「まぼろし」／にゃんぞぬデシ | |
| 第438回 | 2月14日 | 「大大大好き」／HY | テレビアニメ『沖縄で好きになった子が方言すぎてツラすぎる』オープニングテーマ                                                              |
| 第439回 | 2月21日 | 「Zen」／BAND-MAID | テレビアニメ『全修。』オープニングテーマ                                                                                                  |
| 第440回 | 2月28日 | 「摩訶摩訶摩訶」／八十八ヶ所巡礼 | |
| 第441回 | 3月7日  | 「心の底から」／スピッツ | |
| 第442回 | 3月14日 | 「いとをかし」／chef's | |
| 第443回 | 3月21日 | 「終わりなき午後の冒険者」／爆弾ジョニー | 松竹配給映画『日々ロック』主題歌 |
| 第444回 | 3月28日 | 「シャバイライ」／名誉伝説 | |
| 第445回 | 4月4日  | 「Love Jump」／栗林みな実 | UHFアニメ『紅』オープニングテーマ |
| 第446回 | 4月11日 | 「ambivalent world」／神原駿河(沢城みゆき) | テレビアニメ『化物語』オープニングテーマ                                                                                                  |
| 第447回 | 4月18日 | 「浜辺のCHILI-CHILIダンス」／坂下千里子 | |
| 第448回 | 4月25日 | 「スゴすぎ前橋ウィッチーズ！」／前橋ウィッチーズ （赤城ユイナ(CV:春日さくら)、新里アズ(CV:咲川ひなの)、 北原キョウカ(CV:本村玲奈)、三俣チョコ(CV:三波春香)、 上泉マイ(CV:百瀬帆南) | テレビアニメ『前橋ウィッチーズ』オープニングテーマ                                                                                        |
| 第449回 | 5月2日  | 「ブウェーのビヤビヤ」／所ジョージ | フジテレビ系アニメ『こちら葛飾区亀有公園前派出所』4代目エンディングテーマ                                                                 |
| 第450回 | 5月9日  | 「恋のレトロニム」／mekakushe | テレビアニメ『九龍ジェネリックロマンス』エンディングテーマ                                                                                |
| 第451回 | 5月16日 | 「うめぼし」／スピッツ | |
| 第452回 | 5月23日 | 「Ready to Rock」／BAND-MAID | テレビアニメ『ロックは淑女の嗜みでして』オープニングテーマ                                                                                |
| 第453回 | 5月30日 | 「ふしぎなきみ」／サバシスター | テレビアニメ『宇宙人ムームー』オープニングテーマ                                                                                          |
| 第454回 | 6月6日  | 「YOUNG TOWN」／PEOPLE 1 | NHK総合夜ドラ『カナカナ』主題歌 |
| 第455回 | 6月13日 | 「スゴすぎ前橋ウィッチーズ！」／前橋ウィッチーズ | テレビアニメ『前橋ウィッチーズ』とのコラボ企画『上尾ハラウィッチーズ』のBGMとして使用。                                                   |
| 第456回 | 6月20日 | 「火星人」／ヨルシカ | テレビアニメ『〈小市民〉シリーズ』オープニングテーマ                                                                                      |
| 第457回 | 6月27日 | 「空とぶ東京」／CHO CO PA CO CHO CO QUIN QUIN | |
| 第458回 | 7月4日  | 「スペシャル」／スカート | |
| 第459回 | 7月11日 | 「ラストライブ」／ブランデー戦記 | |
| 第460回 | 7月18日 | 「ミエナイチカラ 〜INVISIBLE ONE〜」／B'z | テレビ朝日系アニメ『地獄先生ぬ〜べ〜』前期エンディングテーマ                                                                              |
| 第461回 | 7月25日 | 「海を見に行こう」／スピッツ | JR東日本『みんなのえきプロジェクト』CMソング                                                                                              |
| 第462回 | 8月1日  | 「瞳そらさないで」／DEEN 「キラリ！アメド！上尾！イワウィッチーズ！」／にゃんぞぬデシ                                                                                              | 「キラリ！アメド！上尾！イワウィッチーズ！」は番組内企画『岩井勇気生誕祭2025』のために書き下ろされた楽曲。編曲にはwacciの村中慧慈が参加。 |
| 第463回 | 8月8日  | 「GOING TO THE MOON」／TRICERATOPS | |
| 第464回 | 8月15日 | 「スカート」／CHARA | |

## 放送日程

### 2016年 - 2020年
| 第1回  | 9月30日  | 新番組『ハライチのターン！』1回目のターン！ | |
| 第2回  | 10月7日  | 自然体は無かったことでお願いします          | |
| 第3回  | 10月14日 | 死の庭                                      | |
| 第4回  | 10月21日 | 澤部自身                                    | 初のSPW。通常回と同じ内容。 |
| 第5回  | 10月28日 | ガシモミOK 募集中                           | |
| 第6回  | 11月4日  | あるってなんて、ごちゃまんと言うけど        | |
| 第7回  | 11月11日 | 7回目のターンなのじゃ                       | |
| 第8回  | 11月18日 | いるんです、本当に                          | 前週の岩井のフリートークに登場した『ゴッホとゴーギャン展』のチケットをリスナーにプレゼントした。 |
| 第9回  | 11月25日 | 紙よこせよ！                                | |
| 第10回 | 12月2日  | 心の中にあるパイプ椅子を燃やしたんだよ      | |
| 第11回 | 12月9日  | 楽しくやれました                            | |
| 第12回 | 12月16日 | シェアッ                                    | SPW。企画として『アルコ&ピース D.C.GARAGE』『うしろシティ 星のギガボディ』と番組中にradikoのシェア機能を使用したツイート数を競う連動企画『シェアおら！！24時台三兄弟！！親父！一番強いのは俺やで！！』を開催。 |
| 第13回 | 12月23日 | もうノックが怖いですわ                      | |
| 第14回 | 12月30日 | 正直！！                                    | |

| 第15回 | 1月6日                       | あけましておめでとうから始めよう                                               | |
| 第16回 | 1月13日                      | 筋肉ムキッ                                                                     | |
| 第17回 | 1月20日                      | 北辰テストを受けたい17回目のターン！                                           | |
| 第18回 | 1月27日                      | 赤ちゃんも悪ぶってサングラスをかける18回目のターン！                           | |
| 第19回 | 2月3日                       | 千葉雄大くんはわたせない19回目のターン！                                       | |
| 第20回 | 2月10日                      | しっかり分析したい20回目のターン！                                             | |
| 第21回 | 2月17日                      | 21が言いづらい21回目のターン！                                                 | |
| 第22回 | 2月24日                      | スペシャルウィークにしてにゃんにゃん回な22回目のターン！                       | SPW。通常回と同じ内容。 |
| 第23回 | 3月3日                       | 個室ビデオから応援したい23回目のターン！                                       | |
| 第24回 | 3月10日                      | 日本vsキューバ戦の結果が気になる24回目のターン！                               | |
| 第25回 | 3月17日                      | 叱られてもめげない25回目のターン！                                             | |
| 第26回 | 3月24日                      | 手洗いうがいはちゃんとしてほしい26回目のターン！                               | |
| 第27回 | 3月31日                      | 新生活に入っても聴き続けてほしい27回目のターン！                               | |
| 第28回 | 4月7日                       | 色々お知らせしたい28回目のターン！                                             | 4月から富山県の北日本放送がネット局に加わる事を発表。 |
| 第29回 | 4月14日                      | WANDSスペシャルはやらない29回目のターン！                                      | |
| 第30回 | 4月21日                      | 中毒になる30回目のターン！                                                     | SPW。番組初の生放送企画『初の生放送！春だからって新しいこと始める変な人！』を実施。さらにタイトルコールを声優の津田健次郎が担当した。また、この回の後に放送される『おぎやはぎのメガネびいき』にハライチの二人がゲスト出演。 |
| 第31回 | 4月28日                      | カセットテープリスナーに手厚くしたい31回目のターン！                           | |
| 第32回 | 5月5日                       | リアルしまじろうにビビる32回目のターン！                                       | |
| 第33回 | 5月12日                      | 独立ハッカーは出てほしくない33回目のターン！                                   | |
| 第34回 | 5月19日                      | フラッシュモブ！34回目のターン！                                               | |
| 第35回 | 5月27日                      | あずきバーが気になる35回目のターン！                                           | |
| 第36回 | 6月2日                       | 大事なお知らせ！36回目のターン！                                               | |
| 第37回 | 6月9日                       | 来週は生で聞いてほしい！37回目のターン！                                       | |
| 第38回 | 6月16日                      | 世界の土管から 38回目のターン！                                                | SPW。二度目の生放送企画『プレゼント大放出＆重大発表スペシャル』を「有楽町にあるラジオ局スタイル」を借りて実施。映画『メン・イン・キャット』のDVDを抽選で8名のリスナーにプレゼントした。さらに重大発表として7月から青森県の青森放送がネット局に加わる事を発表。                                                                               |
| 第39回 | 6月23日                      | 折って折って折って39回目のターン！                                             | |
| 第40回 | 6月30日                      | あんなあんなあんな！40回目のターン！                                           | |
| 第41回 | 7月7日                       | かっこいいロボットを持ってきて折って〜41回目のターン！                         | |
| 第42回 | 7月14日                      | 2時間くらい前の42回目のターン！                                                | |
| 第43回 | 7月21日                      | 金網ガンガン43回目のターン！                                                   | |
| 第44回 | 7月28日                      | いやいやそこじゃないでしょ！44回目のターン！                                   | |
| 第45回 | 8月4日                       | カルビ専用ご飯専用カルビ！45回目のターン！                                     | |
| 第46回 | 8月11日                      | 隙あらばドッジ弾平 46回目のターン！                                            | |
| 第47回 | 8月18日                      | 8月24日はスペシャルウィークで生放送！ 47回目のターン！                         | |
| 第48回 | 8月25日                      | 秘蔵音源宇宙初オンエアースペシャル！48回目のターン！                           | SPW。三度目の生放送企画『秘蔵音源 宇宙初オンエアースペシャル』を「FMスタイル」を借りて実施。澤部の娘の『アンナ』の生音声を宇宙初オンエアした。また、この回の後に放送される『おぎやはぎのメガネびいき』にハライチの二人がゲスト出演。 |
| 第49回 | 9月1日                       | 芸歴を吸い取って生きる49回目のターン！                                         | |
| 第50回 | 9月8日                       | ん？ドーン！50回目のターン！                                                   | |
| 第51回 | 9月15日                      | シウマイ。51回目のターン！                                                     | |
| 第52回 | 9月22日                      | 陸軍キャンプかよ！52回目のターン！                                             | |
| 第53回 | 9月29日                      | ジョーカーは、虎！53回目のターン！                                             | |
| 第54回 | 10月6日                      | フォゲット・ザ・フォゲット！54回目のターン！                                   | |
| 第55回 | 10月13日                     | 来週はアイドル？55回目のターン！                                               | |
| 第56回 | 10月20日                     | 私物＆ゴロリさん大放出スペシャル！56回目のターン！                             | SPW。四度目の生放送企画『澤部の私物大放出スペシャル』を「アイドルラジオスタイル」を借りて実施。澤部の私物と岩井のサイン入りチェキを抽選でリスナーにプレゼントした。 |
| 第57回 | 10月27日                     | Music for the people発動！57回目のターン！                                     | |
| 第58回 | 11月3日                      | 69はいい女！58回目のターン！                                                   | |
| 第59回 | 11月10日                     | 気づけばシーズン6！59回目のターン！                                            | |
| 第60回 | 11月17日                     | キョロっちゃう60回目のターン！                                                 | |
| 第61回 | 11月24日                     | 神聖なキャベツ太郎 61回目のターン！                                            | |
| 第62回 | 12月1日                      | 上尾ドリーマー！ 62回目のターン！                                              | |
| 第63回 | 12月8日                      | 来週は今年最後の生放送！63回目のターン！                                       | |
| 第64回 | 12月15日                     | 「2017年うっかり総決算」スペシャル。64回目のターン！                           | SPW。五度目の生放送企画として2017年、誰が最もうっかりしたエピソードを持っているのかを決定した。 |
| 第65回 | 12月22日                     | ショワ～！65回目のターン！                                                     | |
| 第66回 | 12月29日                     | さようなら2017年！66回目のターン！                                             | |
| EX     | 2017年12月31日～2018年1月1日 | アルコ＆ピース、うしろシティ、ハライチ 年越し特番 〜ラジオでニッポンを元気に〜 | 年末特別番組。23:30から24:30まで1時間生放送。アルコ＆ピース、うしろシティとの合同番組であったが、番組開始直後にアルコ＆ピースの二人は次仕事である『最強運決定戦SP2018』のためにフジテレビに、うしろシティはTBS玄関横のウルトラマン像、岩井はCDTVのスタジオにそれぞれ向かった為、一人スタジオに取り残された澤部が中心となり、番組を進行した。 |

| 第67回  | 1月5日   | 火傷には興味ない67回目のターン！                                | 新年一発目の放送であるが、録音自体は去年の12月12日に行われたものである。                                                                                       |
| 第68回  | 1月12日  | ウォーターサワベーは言い訳できない68回目のターン！              | |
| 第69回  | 1月19日  | ウィル・スミス主演で映画化？69回目のターン！                    | |
| 第70回  | 1月26日  | お叱りの門をくぐる70回目のターン！                              | |
| 第71回  | 2月2日   | 隠れてクレイジー行為 71回目のターン！                           | |
| 第72回  | 2月9日   | 大根忘れがちな 72回目のターン！                                 | |
| 第73回  | 2月16日  | 仙水じゃないんだから 73回目のターン！                           | |
| 第74回  | 2月23日  | 来週は時の共有！74回目のターン！                                | |
| 第75回  | 3月2日   | 最終回ドッキリスペシャル！75回目のターン！                      | SPW。六度目の生放送企画として最終回の体で放送する『最終回ドッキリスペシャル！』を放送。                                                                        |
| 第76回  | 3月9日   | ブゥォォォーン！76回目のターン！                                | |
| 第77回  | 3月16日  | パーソナリティもメンバー 77回目のターン！                       | |
| 第78回  | 3月23日  | ハライチ78回目のターンでふ！                                    | |
| 第79回  | 3月30日  | 九蓮宝燈あがってますけど？79回目のターン！                      | |
| 第80回  | 4月6日   | 来週へ続く 80回目のターン！                                     | |
| 第81回  | 4月13日  | ウディ・タロー 81回目のターン！                                 | |
| 第82回  | 4月20日  | 記念すべき1回目のターン！ 82回目のターン！                      | SPW。七度目の生放送企画として初回放送の体で放送する『記念すべき1回目のターン！』を放送。                                                                       |
| 第83回  | 4月27日  | ダサッ！古っ！ 83回目のターン！                                 | |
| 第84回  | 5月4日   | 烏骨鶏！グーグル！ 84回目のターン！                             | |
| 第85回  | 5月11日  | 良さ坊！ 85回目のターン！                                       | |
| 第86回  | 5月18日  | ヒューマン戦士は鉄が好き！86回目のターン！                      | |
| 第87回  | 5月25日  | カマンベールチームがお送りする87回目のターン！                  | |
| 第88回  | 6月1日   | 24億稼ぐ母 88回目のターン！                                     | |
| 第89回  | 6月8日   | 90回目は時の共有！ 89回目のターン！                             | |
| 第90回  | 6月15日  | ザ・ネーボザゲッフッボ！ 90回目のターン！                       | SPW。八度目の生放送企画として、澤部とカンパチとの対決を実況中継する企画『ワールドカンパチカップ』を放送。                                                      |
| 第91回  | 6月22日  | 五人囃子と91回目のターン！                                      | |
| 第92回  | 6月29日  | 心の中には… 92回目のターン！                                    | FIFAワールドカップロシア2018 日本×ポーランド戦中継のために、TBSラジオでは放送休止。通常、TBSラジオと同時ネットの琉球放送及び遅れネット局では通常通りに放送。   |
| 第93回  | 7月6日   | ジャスティス！ 93回目のターン！                                 | |
| 第94回  | 7月13日  | 94回目のターン！ってね。                                        | |
| 第95回  | 7月20日  | ぜんまるちょば 95回目のターン！                                 | |
| 第96回  | 7月28日  | 来週は岩井勇気生誕祭！96回目のターン！                          | |
| 第97回  | 8月3日   | 2日遅れの岩井勇気生誕祭！97回目のターン！                       | |
| 第98回  | 8月10日  | 地獄の温泉の支配人じゃない 98回目のターン！                     | |
| 第99回  | 8月17日  | 誰の許可でやってんだぁ〜！ 99回目のターン！                     | 番組終盤、録音放送のため同日に収録していたおぎやはぎの二人が乱入。その後、それを返す形でハライチの二人が「おぎやはぎのメガネびいき」のオープニングに出演した。 |
| 第100回 | 8月24日  | 天国でもやろうぜ！ 100回目のターン！                            | |
| 第101回 | 8月31日  | 来るんだジョー 101回目のターン！                                | |
| 第102回 | 9月7日   | 木曜の夜が出会わせてくれた 102回目のターン！                    | |
| 第103回 | 9月14日  | バァコォォォォン！ 103回目のターン！                            | |
| 第104回 | 9月21日  | （出）岩井 104回目のターン！                                    | |
| 第105回 | 9月28日  | ピーポくんの罠 105回目のターン！                                | |
| 第106回 | 10月5日  | おいしいかまぼこ 106回目のターン！                              | |
| 第107回 | 10月12日 | ハライッチャン大集合！来週は総選挙スペシャル！107回目のターン！ | |
| 第108回 | 10月19日 | 時の共有！総選挙スペシャル！108回目のターン！                   | |
| 第109回 | 10月26日 | せめて坂だけは自力で登りたい 109回目のターン！                  | |
| 第110回 | 11月2日  | みんなで考えてもらいたい 110回目のターン！                      | |
| 第111回 | 11月9日  | 鉈×盾 111回目のターン！                                         | |
| 第112回 | 11月16日 | 叫び推し 112回目のターン！                                      | |
| 第113回 | 11月23日 | 疑惑のスマートスピーカー 113回目のターン！                      | |
| 第114回 | 11月30日 | 厳正な審査 114回目のターン！                                    | |
| 第115回 | 12月7日  | 時のツイストパン 115回目のターン！                              | |
| 第116回 | 12月14日 | い〜や！ 116回目のタ〜ン！                                      | 生放送だが、特別企画を行わず通常放送。 |
| 第117回 | 12月21日 | ンダンダタカタカタン 117回目のターン！                          | |
| 第118回 | 12月28日 | ありがとう2018年！ 118回目のターン！                            | |

| 第119回 | 1月4日   | 多すぎたうぐいす 119回目のターン！                     | |
| 第120回 | 1月11日  | 空海と角煮と白菜と 120回目のターン！                   | |
| 第121回 | 1月18日  | 遠隔自動操縦型エピロン 121回目のターン！               | |
| 第122回 | 1月25日  | アイ・アム！ 122回目のターン！                         | |
| 第123回 | 2月1日   | 捨て！ 123回目のターン！                               | |
| 第124回 | 2月8日   | くらえ魔綿棒殺砲！ 124回目のターン！                   | |
| 第125回 | 2月15日  | ヨボヨボのリチャード・ギア 125回目のターン！           | |
| 第126回 | 2月22日  | 祝！ 澤部家第3子誕生！ 126回目のターン！               | |
| 第127回 | 3月1日   | サイバー！ファイバー！ヒッヒッフー！ 127回目のターン！ | |
| 第128回 | 3月8日   | レインボーサイクロン 128回目のターン！                 | |
| 第129回 | 3月15日  | XYZ ポップコーン守って 129回目のターン！               | |
| 第130回 | 3月22日  | イワイクンアリガト 130回目のターン！                   | |
| 第131回 | 3月29日  | ブロッコリーのバーター 131回目のターン！               | |
| 第132回 | 4月5日   | スキャナスキャナ… 132回目のターン！                    | |
| 第133回 | 4月12日  | 人気投票には気をつけたい 133回目のターン！             | |
| 第134回 | 4月19日  | 坂下千里子生誕祭 134回目のターン！                     | |
| 第135回 | 4月26日  | とろととろ 135回目のターン！                           | |
| 第136回 | 5月3日   | 時空を超えた読み合い 136回目のターン！                 | ゲスト：金子学（うしろシティ)／『うしろシティ 星のギガボディ』収録後、『アルコ&ピース D.C.GARAGE』の生放送に出演する為に待機していたが、岩井のトークゾーンで、金子が女性2人と食事をしていたという話を弁解する為に、乱入する形でエンディングに出演した。 |
| 第137回 | 5月10日  | NEWスコーン 137回目のターン！                          | |
| 第138回 | 5月17日  | ぶちてめすのはダメダメけろっぴ～ 138回目のターン！     | |
| 第139回 | 5月24日  | YO！YO！ 139回目のターンですYO！                       | |
| 第140回 | 5月31日  | ネタ作り摩訶不思議アドベンチャー 140回目のターン！     | |
| 第141回 | 6月7日   | 半ベーグル2個 141回目のターン！                        | |
| 第142回 | 6月14日  | チャップリ～ン 142回目のターン！                       | |
| 第143回 | 6月21日  | ラピュタと城がないようなもの 143回目のターン！         | |
| 第144回 | 6月28日  | フェミニンホワイトの過ごし方 144回目のターン!          | |
| 第145回 | 7月5日   | ペペロンチーノ 145回目のターン！                       | |
| 第146回 | 7月12日  | ラルフみたいな校長 146回目のターン！                   | |
| 第147回 | 7月19日  | 澤澤社長 147回目のターン！                             | |
| 第148回 | 7月26日  | 楽しい1日になりそう 148回目のターン！                  | |
| 第149回 | 8月2日   | 1日遅れの生誕祭スペシャル 149回目のターン！            | |
| 第150回 | 8月9日   | やめられねえぜ！ 150回目のターン！                     | |
| 第151回 | 8月16日  | お盆最新情報 151回目のターン！                         | 生放送だが、特別企画を行わず通常放送。 |
| 第152回 | 8月23日  | 取材で高笑い 152回目のターン！                         | |
| 第153回 | 8月30日  | 彼女の対応と同じ？ 153回目のターン！                   | |
| 第154回 | 9月6日   | ゲーザワニンタロウ 154回目のターン！                   | |
| 第155回 | 9月13日  | ターミナル2！アクセスアクセス！155回目のターン！       | |
| 第156回 | 9月20日  | 上海土産大放出！156回目のターン！                      | |
| 第157回 | 9月27日  | すげー！脇役だぁ～！157回目のターン！                  | |
| 第158回 | 10月4日  | 相方X-MENになりましたわ！158回目のターン！             | |
| 第159回 | 10月11日 | バンパイアハーフ 159回目のターン！                     | |
| 第160回 | 10月18日 | にわかの頂点 160回目のターン！                         | |
| 第161回 | 10月25日 | ないないないよね〜 161回目のターン！                   | |
| 第162回 | 11月1日  | 償いゴルファーとエッセイストのラジオ 162回目のターン！ | |
| 第163回 | 11月8日  | 思いやりのプチョヘンザップ 163回目のターン！           | |
| 第164回 | 11月15日 | バンド始めたて君とラジオ始めたて君 164回目のターン！   | |
| 第165回 | 11月22日 | ジョーカーとアパ 165回目のターン！                     | |
| 第166回 | 11月29日 | 招かざれるコンビ・ハライチ 166回目のターン！           | |
| 第167回 | 12月6日  | 相当ホの字ですぜ 167回目のターン！                     | |
| 第168回 | 12月13日 | 触手みたいな麺に連れてかれる 168回目のターン！         | |
| 第169回 | 12月20日 | 上向いたらできるよぉ～ 169回目のターン！               | |
| 第170回 | 12月27日 | 忘却の一発 170回目のターン！                           | |

| 第171回 | 1月3日                 | 明けましておめでとうからはじめよう2020 171回目のターン！ | |
| 第172回 | 1月10日                | こだわりの生地〜グッドクロス〜 172回目のターン！         | |
| 第173回 | 1月17日                | おっ立てQRコードマン 173回目のターン！                   | |
| 第174回 | 1月24日                | 話を聞こうじゃねえかぁ 174回目のターン！                 | |
| 第175回 | 1月31日                | ダブルチーズバーガー 175回目のターン！                   | |
| 第176回 | 2月7日                 | オラオラオラ 176回目のターン！                           | |
| 第177回 | 2月14日                | 穏やかじゃないねぇ！ 177回目のターン！                   | |
| 第178回 | 2月21日                | まずは”カッコいい”から始めてほしい 178回目のターン！     | |
| 第179回 | 2月28日                | 模造刀と銃 179回目のターン！                             | |
| 第180回 | 3月6日                 | お前は間違っているんだ 180回目のターン！                 | |
| 第181回 | 3月13日                | 誰が喋ってんの？ 181回目のターン！                       | |
| 第182回 | 3月20日                | スピナーズチョイス！ 182回目のターン！                   | |
| 第183回 | 3月27日                | 驚かせちゃったか〜 183回目のターン！                     | |
| 第184回 | 4月3日                 | ふざけ↑んなよぉ〜 184回目のターン！                      | |
| 第185回 | 4月10日                | エンジェル訂正 185回目のターン！                         | |
| 第186回 | 4月17日                | すぐれたデクになれよ！ 186回目のターン！                 | |
| 第187回 | 4月24日                | 感謝感激マクリマクリスティ 187回目のターン！             | |
| 第188回 | 5月1日                 | ブタメン収穫祭 188回目のターン！                         | この回に限り『おやつカンパニー』が番組スポンサーとなった。 |
| 第189回 | 5月8日                 | 目指せUFOタレント 189回目のターン！                      | |
| 第190回 | 5月15日                | 未来への相槌を打つ男と諸葛亮 190回目のターン！           | |
| 第191回 | 5月22日                | 34歳のハピハピバースディ 191回目のターン！               | |
| 第192回 | 5月29日                | チェ〜ケラァ〜ト！ 192回目のターン！                     | ゲスト：関山美沙紀／ランク王国のMCキャラクター「ラルフ」を演じた声優。ランク王国のコーナーの最終回に特別ゲストとして出演した。 |
| 第193回 | 6月5日                 | 見えない刃 193回目のターン！                             | |
| 第194回 | 6月12日                | ブチアゲパリッピソング 194回目のターン！                 | |
| 第195回 | 6月19日                | ヒステリックミニファミリー 195回目のターン！             | |
| 第196回 | 6月26日                | 無の折り紙 196回目のターン！                             | |
| 第197回 | 7月3日                 | 心のラジオ番組 197回目のターン！                         | |
| 第198回 | 7月10日                | シン・ノリスケ 198回目のターン！                         | |
| 第199回 | 7月17日                | つばとか飛んでなぁい？ 199回目のターン！                 | |
| 第200回 | 7月24日                | そうめん最強説 200回目のターン！                         | |
| 第201回 | 7月31日                | 岩井勇気生誕祭2020！201回目のターン！                    | ゲスト：矢作兼（おぎやはぎ）／後番組である『おぎやはぎのメガネびいき』が録音回であり、偏頭痛の治療の為に休みを取っていた小木の代わりに岩井が出演する事が決まっていた事から、乱入する形でEDに出演した。その後澤部も加わり、ハライチの二人で後番組の『メガネびいき』に出演した。 |
| 第202回 | 8月7日                 | 謎の有能おじさん 202回目のターン！                       | |
| 第203回 | 8月14日                | 野菜王子・王子王子 203回目のターン！                     | |
| 第204回 | 8月21日                | 深夜の東陽町 204回目のターン！                           | |
| 第205回 | 8月28日                | 湯婆婆は元女子アナ？ 205回目のターン！                   | |
| 第206回 | 9月4日                 | 勇者が選ぶべき道 206回目のターン！                       | |
| 第207回 | 9月11日                | 世界漫才大会アラスカ代表 207回目のターン！               | |
| 第208回 | 9月18日                | ミーハー探偵 208回目のターン！                           | |
| 第209回 | 9月25日                | ウーバー小咄 209回目のターン！                           | |
| 第210回 | 10月2日                | 知らず知らずの内に 210回目のターン！                     | |
| 第211回 | 10月9日                | おいおいどしたぁ！ 211回目のターン！                     | |
| 第212回 | 10月16日               | 優しすぎる店員 212回目のターン！                         | |
| 第213回 | 10月23日               | セルフラブな笑かし屋 213回目のターン！                   | |
| 第214回 | 10月30日               | 僕たちにはできないです 214回目のターン！                 | |
| 第215回 | 11月6日                | ﾊﾝｶｸｶﾅ ﾆﾋｬｸｼﾞｭｳｺﾞｶｲﾒﾉﾀｰﾝ                                 | |
| 第216回 | 11月13日               | 花山薫につままれる 216回目のターン！                     | |
| 第217回 | 11月20日               | 勝った…！歓喜っ…！歓喜っ…！ 217回目のターン！            | |
| 第218回 | 11月27日               | ウェイの年末調整 218回目のターン！                       | |
| 第219回 | 12月4日                | ばっよえ〜〜ん！ 219回目のターン！                       | |
| 第220回 | 12月11日               | つ〜き〜ぎ〜め！ 220回目のターン！                       | |
| 第221回 | 12月18日               | 以上！ 221回目のターン！                                 | |
| 第222回 | 12月26日               | 一緒っしょ？ 222回目のターン！                           | |
| 第223回 | （12月31日）           | あけましておめでとうから始めよう2021 223回目のターン！   | 同時ネットの琉球放送を含めた、遅れネット局向けの裏送り放送。 ラジオクラウドにてフルバージョンを配信。 |
| EX      | 12月31日〜2021年1月1日 | ハライチのタァァァン！！                                 | アシスタント：松本穂香 年末特別番組。23:30 - 翌3:00放送。 （JUNKネット局でも1:00飛び乗りで放送） |

### 2021年 - 2025年
| 第224回 | 1月8日                 | バスミバースミやらせてもらってます 224回目のターン！ | |
| 第225回 | 1月15日                | 反省のドラマ 225回目のターン！                       | |
| 第226回 | 1月22日                | 気をつけよう！ 226回目のターン！                     | |
| 第227回 | 1月29日                | 概念を固定するな 227回目のターン！                   | |
| 第228回 | 2月5日                 | 優しんだもんねー 228回目のターン！                   | |
| 第229回 | 2月12日                | 岩井のソファ 229回目のターン！                       | |
| 第230回 | 2月19日                | ギャル社長 230回目のターン！                         | |
| 第231回 | 2月26日                | みんな優しかった 231回目のターン！                   | |
| 第232回 | 3月5日                 | ダルタニ園 232回目のターン！                         | |
| 第233回 | 3月12日                | マニッシュ・ザード現象 233回目のターン！             | |
| 第234回 | 3月19日                | 満島ひかりのタタタターン！ 234回目のターン！         | ゲスト：満島ひかり |
| 第235回 | 3月26日                | Wサザエさん 235回目のターン！                        | |
| 第236回 | 4月2日                 | ズベロズベロ！ 236回目のターン！                     | |
| 第237回 | 4月9日                 | マネッセイ 237回目のターン！                         | |
| 第238回 | 4月16日                | デデデーデーデーデーデー 238回目のターン！           | |
| 第239回 | 4月23日                | 坂下千里子生誕祭スペシャル！ 239回目のターン！       | |
| 第240回 | 4月30日                | ひいおじいちゃんは横綱 240回目のターン！             | |
| 第241回 | 5月7日                 | IQ2 241回目のターン！                                | |
| 第242回 | 5月14日                | ダイナミックなパーン 242回目のターン！               | |
| 第243回 | 5月21日                | そんな事言わないでよ〜 243回目のターン！             | |
| 第244回 | 5月28日                | 愛という名のETCカード 244回目のターン！              | |
| 第245回 | 6月4日                 | 対虫戦闘用アンドロイド 245回目のターン！             | |
| 第246回 | 6月11日                | スライムベスに厳しい 246回目のターン！               | |
| 第247回 | 6月18日                | タイムスリップラジオ 247回目のターン！               | |
| 第248回 | 6月25日                | 澤部を経験したことないだろ！ 248回目のターン！       | |
| 第249回 | 7月2日                 | ラジオネーモ 249回目のターン！                       | |
| 第250回 | 7月9日                 | シウマイを塗る 250回目のターン！                     | |
| 第251回 | 7月16日                | 裏回しガヤサイボーグ 251回目のターン！               | |
| 第252回 | 7月23日                | 葛飾ラプソディー 252回目のターン！                   | |
| 第253回 | 7月30日                | 岩井勇気生誕祭2021 253回目のターン！                 | |
| 第254回 | 8月6日                 | 正解は小爆発 254回目のターン！                       | |
| 第255回 | 8月13日                | 全然待ってないですのハイスコア 255回目のターン！     | |
| 第256回 | 8月20日                | あります！ 256回目のターン！                         | |
| 第257回 | 8月27日                | ダサ坊とメイドさん 257回目のターン！                 | |
| 第258回 | 9月3日                 | ポテポテキュン！ 258回目のターン！                   | |
| 第259回 | 9月10日                | 天然マイクロマジックの稚魚放流SP 259回目のターン！   | |
| 第260回 | 9月17日                | 俺は怖くないっっっ 260回目のターン！                 | |
| 第261回 | 9月24日                | 33万です 261回目のターン！                           | |
| 第262回 | 10月1日                | 次は派手にやるからね 262回目のターン！               | |
| 第263回 | 10月8日                | 最高の豚汁 263回目のターン！                         | |
| 第264回 | 10月15日               | ラジオがやりたいだけ 264回目のターン！               | |
| 第265回 | 10月22日               | 棒棒棒棒棒棒棒棒！ 265回目のターン！                 | |
| 第266回 | 10月29日               | ファイト！ 266回目のターン！                         | |
| 第267回 | 11月5日                | PIF 267回目のターン！                                | |
| 第268回 | 11月12日               | 本当に売れてるの？ 268回目のターン！                 | |
| 第269回 | 11月19日               | ヒゲタン 269回目のターン！                           | |
| 第270回 | 11月26日               | ハッピーヒューマン 270回目のターン！                 | |
| 第271回 | 12月3日                | 何だここ？ 271回目のターン！                         | |
| 第272回 | 12月10日               | テーテテテテテー 272回目のターン！                   | ゲスト：田中裕二（爆笑問題)／『爆笑問題カーボーイ』収録終わりに、今週のネコちゃんニュースが何か、先に言いたい！とブースに乗り込み、乱入する形で出演した。 |
| 第273回 | 12月17日               | 最高のクラス 273回目のターン！                       | |
| 第274回 | 12月24日               | ときめきに溺れそう 274回目のターン！                 | |
| 第275回 | 12月31日               | よいお年をで締めくくろう！ 275回目のターン！         | |
| EX      | 12月31日〜2022年1月1日 | ハライチのカウントダーン！                           | ゲスト：ヒコロヒー 年末特別番組。23:05 - 翌1:00放送。 |

| 第276回 | 1月7日                 | トンテキモンスター 276回目のターン！                            | |
| 第277回 | 1月14日                | 弟の役満 277回目のターン！                                      | |
| 第278回 | 1月21日                | トーク完結編 278回目のターン！                                  | |
| 第279回 | 1月28日                | この顔するんだよなぁ～！ 279回目のターン！                      | |
| 第280回 | 2月4日                 | 個室ビデオキッド 280回目のターン！                              | |
| 第281回 | 2月11日                | お父さんがすぎる 281回目のターン！                              | |
| 第282回 | 2月18日                | たーーーーーっ！ 282回目のターン！                              | |
| 第283回 | 2月25日                | ターン！からのメガネびいき 緊急助け合い生放送 283回目のターン！ | 生放送。ゲスト：矢作兼（おぎやはぎ）／新型コロナウイルス感染症の陽性反応者との濃厚接触者となり、欠席した澤部の代わりに出演。後番組である『おぎやはぎのメガネびいき』でも、新型コロナウイルス感染症の陽性反応者との濃厚接触者となり、欠席する小木の代わりに岩井が出演した。 |
| 第284回 | 3月4日                 | 一足早い坂下千里子生誕祭SP 284回目のターン！                    | ゲスト：坂下千里子／新型コロナウイルス感染症の陽性反応者との濃厚接触者となり、欠席した澤部の代わりに出演。（一部だが、電話での出演をした。） |
| 第285回 | 3月11日                | 闇のナース 285回目のターン！                                    | 澤部が、3週間ぶりに番組に復帰し、スタジオ出演をした。 |
| 第286回 | 3月18日                | 家族 286回目のターン！                                          | |
| 第287回 | 3月25日                | キュイーン！ 287回目のターン！                                  | |
| 第288回 | 4月1日                 | ニカラニカラニカラ！ 288回目のターン！                          | |
| 第289回 | 4月8日                 | 不思議な話 289回目のターン！                                    | |
| 第290回 | 4月15日                | ダサさ～ 290回目のターン！                                      | |
| 第291回 | 4月22日                | となりのトコロ 291回目のターン！                                | |
| 第292回 | 4月29日                | ナタデココと杏仁豆腐 292回目のターン！                          | |
| 第293回 | 5月6日                 | みんな生きています 293回目のターン！                            | |
| 第294回 | 5月13日                | マイナーバーカードと和食D 294回目のターン！                     | |
| 第295回 | 5月20日                | 澤部佑生誕祭2022 295回目のターン！                              | |
| 第296回 | 5月27日                | 明転飛び出し吸い込まれ鳥肌終わり 296回目のターン！              | |
| 第297回 | 6月3日                 | 担がれてんだよ 297回目のターン！                                | |
| 第298回 | 6月10日                | マイクロマジック LOVE&PEACE！ 298回目のターン！                 | |
| 第299回 | 6月17日                | ダンス踊ってましたよね？ 299回目のターン！                      | |
| 第300回 | 6月24日                | 通過点だろ？ 300回目のターン！                                  | ゲスト：オズワルド／『爆笑問題カーボーイ』の収録のゲスト出演終わりに出演した。 |
| 第301回 | 7月1日                 | 1Payちゃん 301回目のターン！                                    | |
| 第302回 | 7月8日                 | 聴～かれ～てたぁ～ 302回目のターン！                            | |
| 第303回 | 7月15日                | みどりの澤部 303回目のターン！                                  | |
| 第304回 | 7月22日                | 母はノーエビデンス 304回目のターン！                            | |
| 第305回 | 7月29日                | 岩井勇気生誕祭SP 2022 305回目のターン！                         | |
| 第306回 | 8月5日                 | 土星のおまんじゅう 306回目のターン！                            | |
| 第307回 | 8月12日                | シルバニアファミリーの家だけ 307回目のターン！                  | |
| 第308回 | 8月19日                | お盆なぁ～！ 308回目のターン！                                  | |
| 第309回 | 8月26日                | 的Tおじさん 309回目のターン！                                   | |
| 第310回 | 9月2日                 | 重大発表SP 310回目のターン！                                    | |
| 第311回 | 9月9日                 | 澤部松木さん日村さん怠るくん 311回目のターン！                  | |
| 第312回 | 9月16日                | 丼に入れる 312回目のターン！                                    | |
| 第313回 | 9月23日                | 澤部家のバカンス～キャンセルの向こう側～ 313回目のターン！      | |
| 第314回 | 9月30日                | ストロパン！ 314回目のターン！                                  | |
| 第315回 | 10月7日                | シカゴ・ブルズ 315回目のターン！                                | |
| 第316回 | 10月14日               | 背面の儀 316回目のターン！                                      | |
| 第317回 | 10月21日               | 追いエナージェル 317回目のターン！                              | |
| 第318回 | 10月28日               | 隠しエナージェル 318回目のターン！                              | |
| 第319回 | 11月4日                | 確定演出 319回目のターン！                                      | |
| 第320回 | 11月11日               | 黒い箱と赤い龍 320回目のターン！                                | |
| 第321回 | 11月18日               | ゾンダーレス社会 321回目のターン！                              | |
| 第322回 | 11月25日               | FURUSATO×FAMILY 322回目のターン！                               | |
| 第323回 | 12月2日                | 審判ガチ勢 323回目のターン！                                    | |
| 第324回 | 12月9日                | いい波乗ってんねぇ 324回目のターン！                            | |
| 第325回 | 12月16日               | ランド 325回目のターン！                                        | |
| 第326回 | 12月23日               | アクキーください 326回目のターン！                              | |
| 第327回 | 12月30日               | 恥ずかしい2人 327回目のターン！                                 | |
| EX      | 12月31日〜2023年1月1日 | ハライチのカウントダーーン！！                                  | アシスタント：ヒコロヒー 年末特別番組。23:30 - 翌1:00放送。 |

| 第328回 | 1月6日                 | あけましておめでとうから始めよう2023 328回目のターン！     |                                                             |
| 第329回 | 1月13日                | そこはヒョンブでしょ～ 329回目のターン！                   |                                                             |
| 第330回 | 1月20日                | 特別なアイス 330回目のターン！                             |                                                             |
| 第331回 | 1月27日                | パラサイトとカンニバル 331回目のターン！                   |                                                             |
| 第332回 | 2月3日                 | いくぞ貴様ら！ 332回目のターン！                           |                                                             |
| 第333回 | 2月10日                | チョコフレイキングダウン 333回目のターン！                 |                                                             |
| 第334回 | 2月17日                | 詰んだか！？ 334回目のターン！                             |                                                             |
| 第335回 | 2月24日                | レッチリ宮のサワ 335回目のターン！                         |                                                             |
| 第336回 | 3月3日                 | DATE 336回目のターン！                                     |                                                             |
| 第337回 | 3月10日                | 後悔の不老不死ライフ 337回目のターン！                     |                                                             |
| 第338回 | 3月17日                | 王者防衛 338回目のターン！                                 |                                                             |
| 第339回 | 3月24日                | やめな、ダセぇから 339回目のターン！                       |                                                             |
| 第340回 | 3月31日                | キレたらモーニングスター 340回目のターン！                 |                                                             |
| 第341回 | 4月7日                 | 岩井派筆頭候補・伊集院さん 341回目のターン！               | 代打：伊集院光／体調不良で欠席した澤部の代わりに出演。      |
| 第342回 | 4月14日                | 祝！澤部復活 342回目のターン！                             |                                                             |
| 第343回 | 4月21日                | 坂下千里子生誕祭2023 343回目のターン！                     |                                                             |
| 第344回 | 4月28日                | トップくらずセンサー 344回目のターン！                     |                                                             |
| 第345回 | 5月5日                 | 対極の接触イベント 345回目のターン！                       |                                                             |
| 第346回 | 5月12日                | 澤部は世論 346回目のターン！                               |                                                             |
| 第347回 | 5月19日                | 澤部佑生誕祭2023 347回目のターン！                         |                                                             |
| 第348回 | 5月26日                | 良き日だった！ 348回目のターン！                           |                                                             |
| 第349回 | 6月2日                 | 作られたら作り返す！ 349回目のターン！                     |                                                             |
| 第350回 | 6月9日                 | デモンズゲートが開く夜 350回目のターン！                   |                                                             |
| 第351回 | 6月16日                | ソニックホリデー 351回目のターン！                         |                                                             |
| 第352回 | 6月23日                | それグミちゃうやん 352回目のターン！                       |                                                             |
| 第353回 | 6月30日                | SFPCEG 353回目のターン！                                   |                                                             |
| 第354回 | 7月7日                 | 悪のバスケチーム 354回目のターン！                         |                                                             |
| 第355回 | 7月14日                | 機械みたいなヤツだな 355回目のターン！                     |                                                             |
| 第356回 | 7月21日                | ターン生物 356回目のターン！                               |                                                             |
| 第357回 | 7月28日                | 岩井勇気生誕祭2023 357回目のターン！                       |                                                             |
| 第358回 | 8月4日                 | ターン星人現る 358回目のターン！                           |                                                             |
| 第359回 | 8月11日                | 洞窟でXフライドポテト 359回目のターン！                    |                                                             |
| 第360回 | 8月18日                | 父のCD事件 360回目のターン！                               |                                                             |
| 第361回 | 8月25日                | ファミリーマウントの悲劇 361回目のターン！                 |                                                             |
| 第362回 | 9月1日                 | スペシャルスタイルウィーク 362回目のターン！               |                                                             |
| 第363回 | 9月8日                 | ウイニング澤部 363回目のターン！                           |                                                             |
| 第364回 | 9月15日                | 無限サラダスリラーナイト 364回目のターン！                 |                                                             |
| 第365回 | 9月22日                | いっぱい友達できたね 365回目のターン！                     |                                                             |
| 第366回 | 9月29日                | 広い意味で言ったら 366回目のターン！                       |                                                             |
| 第367回 | 10月6日                | お変わりなく 367回目のターン！                             |                                                             |
| 第368回 | 10月13日               | お父さんて言うの禁止 368回目のターン！                     |                                                             |
| 第369回 | 10月20日               | スペシャルスタイルウィーク再び 369回目のターン！           |                                                             |
| 第370回 | 10月27日               | 終焉を迎えました 370回目のターン！                         |                                                             |
| 第371回 | 11月3日                | フレンドリーワールド！ 371回目のターン！                   |                                                             |
| 第372回 | 11月10日               | うまい棒の日とフラットシートミュータント 372回目のターン！ |                                                             |
| 第373回 | 11月17日               | 結婚発表しました 373回目のターン！                         |                                                             |
| 第374回 | 11月24日               | 焦りからの畳みかけ 374回目のターン！                       |                                                             |
| 第375回 | 12月1日                | ボクが投げるよぉ～ 375回目のターン！                       |                                                             |
| 第376回 | 12月8日                | 斬られた感じがしない 376回目のターン！                     |                                                             |
| 第377回 | 12月15日               | クリスマスプレゼントスタイル 377回目のターン！             |                                                             |
| 第378回 | 12月22日               | オリキャラの野望 378回目のターン！                         |                                                             |
| 第379回 | 12月29日               | それは叶いませ～ん 379回目のターン！                       |                                                             |
| EX      | 12月31日〜2024年1月1日 | ハライチのカウントダァァァァァン！！                       | アシスタント：宇賀神メグ 年末特別番組。23:30 - 翌1:00放送。 |

| 第380回 | 1月5日   | あけましておめでとうから始めよう2024 380回目のターン！ |  |
| 第381回 | 1月12日  | 落とし穴の奇跡 381回目のターン！                       |  |
| 第382回 | 1月19日  | 電車男システム 382回目のターン！                       |  |
| 第383回 | 1月26日  | 博士はこんなところにいた 383回目のターン！             |  |
| 第384回 | 2月2日   | 俺じゃない？俺じゃない！ 384回目のターン！             |  |
| 第385回 | 2月9日   | インナーホームズ現る 385回目のターン！                 |  |
| 第386回 | 2月16日  | 思い出巡りツアー 386回目のターン！                     |  |
| 第387回 | 2月23日  | 174点ね 387回目のターン！                              |  |
| 第388回 | 3月1日   | 4W竜 388回目のターン！                                 |  |
| 第389回 | 3月8日   | デカナイフ・ショーン 389回目のターン！                 |  |
| 第390回 | 3月15日  | ありがとうございました 390回目のターン！               |  |
| 第391回 | 3月22日  | 負け確っしょ 391回目のターン！                         |  |
| 第392回 | 3月29日  | 岩井の枠 392回目のターン！                             |  |
| 第393回 | 4月5日   | 悲しき能力 393回目のターン！                           |  |
| 第394回 | 4月12日  | 妥協サラダのはずなのに 394回目のターン！               |  |
| 第395回 | 4月19日  | 坂下千里子生誕祭2024 395回目のターン！                 |  |
| 第396回 | 4月26日  | ダウナーは連鎖する 396回目のターン！                   |  |
| 第397回 | 5月3日   | 不運と踊っちまった 397回目のターン！                   |  |
| 第398回 | 5月10日  | プレゼントの鬼と包装の鬼 398回目のターン！             |  |
| 第399回 | 5月17日  | トロッコアドベンチャーじゃない 399回目のターン！       |  |
| 第400回 | 5月24日  | 天空の城でラジオ 400回目のターン！                     |  |
| 第401回 | 5月31日  | 僥倖…! 401回目のターン！                               |  |
| 第402回 | 6月7日   | 美女と獅子男 402回目のターン！                         |  |
| 第403回 | 6月14日  | マリーシア 403回目のターン！                           |  |
| 第404回 | 6月21日  | どこのどいつだ～い 404回目のターン！                   |  |
| 第405回 | 6月28日  | お笑い好きおばけ 405回目のターン！                     |  |
| 第406回 | 7月5日   | 惚れ直す夜 406回目のターン！                           |  |
| 第407回 | 7月12日  | I'mチャンス 407回目のターン！                          |  |
| 第408回 | 7月19日  | 口内炎吸血鬼 408回目のターン！                         |  |
| 第409回 | 7月26日  | PTAと小学夏休み 409回目のターン！                      |  |
| 第410回 | 8月2日   | 岩井勇気生誕祭2024 410回目のターン！                   |  |
| 第411回 | 8月9日   | こぼれヤニス 411回目のターン！                         |  |
| 第412回 | 8月16日  | 三軍男子 412回目のターン！                             |  |
| 第413回 | 8月23日  | 偶然のエンカウント 413回目のターン！                   |  |
| 第414回 | 8月30日  | STCの救世主 414回目のターン！                          |  |
| 第415回 | 9月6日   | 他人のチョイスビュッフェ 415回目のターン！             |  |
| 第416回 | 9月13日  | 面白さって変わらない 416回目のターン！                 |  |
| 第417回 | 9月20日  | 日本一早いパーティー再び 417回目のターン！             |  |
| 第418回 | 9月27日  | 霊にも逃げられる 418回目のターン！                     |  |
| 第419回 | 10月4日  | ウレタンスタイール! 419回目のターン！                  |  |
| 第420回 | 10月11日 | ゾーンに入る澤部 ぶっとぶ岩井 420回目のターン！        |  |
| 第421回 | 10月18日 | 芋の大谷 421回目のターン！                             |  |
| 第422回 | 10月25日 | いやまぁ 422回目のターン！                             |  |
| 第423回 | 11月1日  | さらばイノアッくん 423回目のターン！                   |  |
| 第424回 | 11月8日  | やぁお! 424回目のターン！                              |  |
| 第425回 | 11月15日 | あははは… 425回目のターン！                            |  |
| 第426回 | 11月22日 | お前の理論で言うと 426回目のターン！                   |  |
| 第427回 | 11月29日 | 細白くん 427回目のターン！                             |  |
| 第428回 | 12月6日  | 1位が生んだ化け物 428回目のターン！                    |  |
| 第429回 | 12月13日 | お刺身スタイルウィーク 429回目のターン！               |  |
| 第430回 | 12月20日 | ディテールすごっ! 430回目のターン！                    |  |
| 第431回 | 12月27日 | まぜそば感 431回目のターン！                           |  |

| 第432回 | 1月3日  | 明けましておめでとうから始めよう2025 432回目のターン！ |                                            |
| 第433回 | 1月10日 | 実家は悪のアジト 433回目のターン！                     |                                            |
| 第434回 | 1月17日 | 澤部メゾット 434回目のターン！                         |                                            |
| 第435回 | 1月24日 | 全部カイジみたいだな 435回目のターン！                 |                                            |
| 第436回 | 1月31日 | いいな～ 436回目のターン                               |                                            |
| 第437回 | 2月7日  | アカウントスタイルウィーク 437回目のターン！           |                                            |
| 第438回 | 2月14日 | もっとスターらしく 438回目のターン！                   |                                            |
| 第439回 | 2月21日 | 次郎だ! 439回目のターン！                              |                                            |
| 第440回 | 2月28日 | 彷徨えるSwitchおじさん 440回目のターン！               |                                            |
| 第441回 | 3月7日  | 当時かよ! 441回目のターン！                            |                                            |
| 第442回 | 3月14日 | のまれメニュー 442回目のターン！                       |                                            |
| 第443回 | 3月21日 | 伏線回収 443回目のターン！                             |                                            |
| 第444回 | 3月28日 | あの人たちはifの俺 444回目のターン！                   |                                            |
| 第445回 | 4月4日  | 上尾スプラッシュマウンテン 445回目のターン！           |                                            |
| 第446回 | 4月11日 | ボーズ疑惑 446回目のターン！                           |                                            |
| 第447回 | 4月18日 | 坂下千里子生誕祭2025 447回目のターン！                 |                                            |
| 第448回 | 4月25日 | アメリカン・ドッグ・タレント 448回目のターン！         |                                            |
| 第449回 | 5月2日  | ただのファン 449回目のターン！                         |                                            |
| 第450回 | 5月9日  | 複雑歪みカレー 450回目のターン！                       |                                            |
| 第451回 | 5月16日 | 良い客に思われたい 451回目のターン！                   |                                            |
| 第452回 | 5月23日 | 歯磨き太郎 452回目のターン！                           |                                            |
| 第453回 | 5月30日 | 個室アンサー 453回目のターン！                         |                                            |
| 第454回 | 6月6日  | ランママ 454回目のターン！                             |                                            |
| 第455回 | 6月13日 | 上尾ハラウィッチーズ 455回目のターン！                 | ゲスト：春日さくら、三波春香、山元隼一監督 |
| 第456回 | 6月20日 | ピアノ発表会と本気の坊主 456回目のターン！             |                                            |
| 第457回 | 6月27日 | 工場花月 457回目のターン！                             |                                            |
| 第458回 | 7月4日  | 一緒と言えば一緒 458回目のターン！                     |                                            |
| 第459回 | 7月11日 | キモキモ柔術 459回目のターン！                         |                                            |
| 第460回 | 7月18日 | かまされる新人探偵 460回目のターン！                   |                                            |
| 第461回 | 7月25日 | 大人だけが見える文房具店 461回目のターン！             |                                            |
| 第462回 | 8月1日  | 岩井勇気生誕祭2025 462回目のターン！                   |                                            |
| 第463回 | 8月8日  | #認めろ岩井 463回目のターン！                          |                                            |
| 第464回 | 8月15日 | ガチャエゴイスト 464回目のターン！                     |                                            |

## 放送局
| 放送対象地域  | 放送局                 | 放送日時                     | 備考   |
| ------------- | ---------------------- | ---------------------------- | ------ |
| 関東広域圏    | TBSラジオ              | 金曜 0:00 - 1:00（木曜深夜） | 制作局 |
| 沖縄県        | 琉球放送               | 金曜 0:00 - 1:00（木曜深夜） | [ 6 ]  |
| 中京広域圏    | CBCラジオ              | 金曜 0:00 - 1:00（木曜深夜） | [ 7 ]  |
| 大分県        | 大分放送               | 金曜 21:00 - 22:00           | [ 8 ]  |
| 鳥取県 島根県 | 山陰放送               | 土曜 18:00 - 19:00           | [ 9 ]  |
| 山形県        | 山形放送               | 土曜 19:00 - 20:00           | [ 10 ] |
| 北海道        | 北海道放送             | 土曜 21:00 - 22:00           | [ 11 ] |
| 高知県        | 高知放送               | 土曜 22:00 - 23:00           | [ 12 ] |
| 岩手県        | IBC岩手放送            | 土曜 22:30 - 23:30           | [ 13 ] |
| 和歌山県      | 和歌山放送             | 日曜 4:00 - 5:00（土曜深夜） | [ 14 ] |
| 山口県        | 山口放送               | 日曜 12:00 - 13:00           | [ 15 ] |
| 愛媛県        | 南海放送               | 日曜 15:00 - 16:00           | [ 16 ] |
| 山梨県        | 山梨放送               | 日曜 18:00 - 19:00           | [ 17 ] |
| 新潟県        | 新潟放送               | 日曜 19:00 - 20:00           | [ 18 ] |
| 長崎県 佐賀県 | 長崎放送 NBCラジオ佐賀 | 日曜 19:00 - 20:00           | [ 19 ] |
| 熊本県        | 熊本放送               | 日曜 19:00 - 20:00           | [ 20 ] |
| 富山県        | 北日本放送             | 日曜 21:00 - 22:00           | [ 21 ] |
| 石川県        | 北陸放送               | 日曜 21:00 - 22:00           | [ 22 ] |
| 福井県        | 福井放送               | 日曜 21:00 - 22:00           | [ 23 ] |
| 青森県        | 青森放送               | 日曜 23:00 - 24:00           | [ 24 ] |

- 遅れネットの放送局では、番組冒頭で澤部による「ハライチのターン!、この番組は20xx年x月x日深夜0時に（生）放送されたものです。」とTBSラジオでのOA日時のアナウンスが入る。生放送回の場合はその後に「放送内で呼びかけているメールは現在募集していませんので、あらかじめご了承ください」とのアナウンスが追加される。

過去のネット局
| 放送対象地域 | 放送局      | 放送日時                     | 放送終了日    |
| ------------ | ----------- | ---------------------------- | ------------- |
| 静岡県       | 静岡放送    | 土曜 19:00 - 20:00           | 2017年9月30日 |
| 岡山県       | RSK山陽放送 | 土曜 20:00 - 21:00           | 2019年9月28日 |
| 宮崎県       | 宮崎放送    | 月曜 0:00 - 1:00（日曜深夜） | 2023年10月1日 |

## スタッフ
- プロデューサー
  - 宮嵜守史（以前はディレクター兼任） - 『JUNK』『アルコ&ピース D.C.GARAGE』などを担当。
- ディレクター
  - 宗岡芳樹 - 過去にニッポン放送で『ナインティナインのオールナイトニッポン』『オードリーのオールナイトニッポン』などを担当していた。
- 構成
  - 持ちビルハゲ太郎 - 『アンタッチャブルのシカゴマンゴ』などに投稿していたハガキ職人。またワタナベコメディスクール出身で、ハライチの後輩にあたる。
- AD
  - 志村史月 - 番組スタート時より担当。ハライチからは「筋肉」と呼ばれている。部署異動により、2019年3月末で卒業。なお工藤優作の異動に伴い、2024年4月より復帰。
  - 工藤優作 - 2019年4月より担当。声優業も兼ねており、番組SEボイスやハライチ単独ライブのアナウンスも担当している。部署異動により、2024年3月末で卒業。

## 著名人のリスナー
- 藤原ヒロシ[28]（おしゃれ）
- 奥森皐月（女優、モデル、タレント）[29]
- 熊田茜音（声優）[30]
- 長濱ねる（タレント）[31]
- 花澤香菜（声優）[32]
- 高良健吾（俳優）[33][34]
- 星野源（歌手、俳優）[35]
- 劇団ひとり（芸人）[36]
- 勢喜遊（ロックバンド「King Gnu」ドラマー）[37]
- 上白石萌音（女優、タレント）[38][39]
- 上白石萌歌（女優、タレント）[38][39]
- 八嶋智人（俳優、タレント）